# Berlin-Steglitz

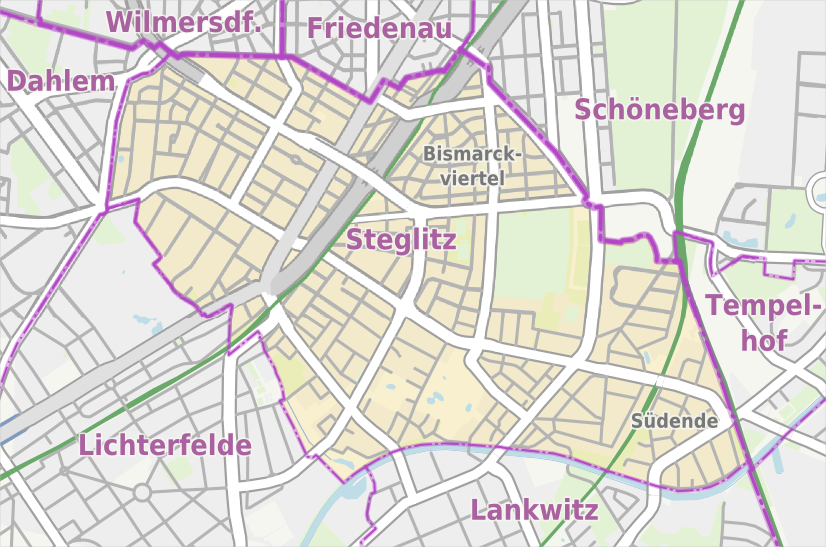
Übersichtskarte von Berlin-Steglitz

Steglitz ist ein Ortsteil im Bezirk Steglitz-Zehlendorf in Berlin, der auf das historische brandenburgische Dorf Steglitz zurückgeht (bis 1920 im Kreis Teltow).

## Geographische Lage

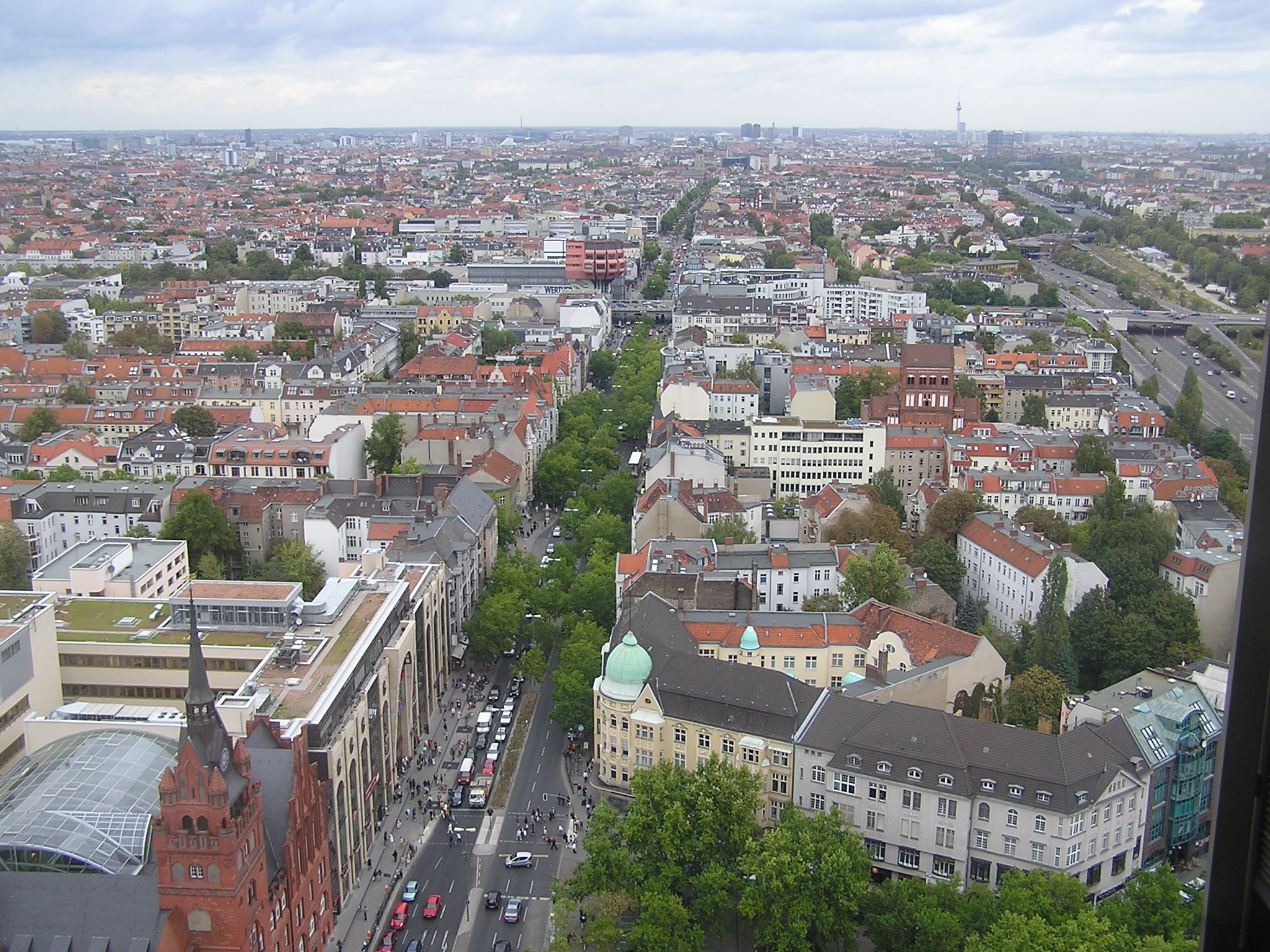
Blick über Steglitz mit der Schloßstraße vom Kreisel aus

Steglitz liegt in der geologischen Hochfläche Landschaft Teltow am Höhenzug der Rauhen Berge, der heute nur noch teilweise erhalten ist. Der höchste Punkt von Steglitz ist der Fichtenberg 68 m ü. NHN. Durch den Ortsteil fließen die Bäke und der Teltowkanal.
Steglitz liegt im Südwesten Berlins, am Übergang zwischen den dicht bebauten Innenstadtbezirken und den suburbanen Villen- und Eigenheimortsteilen. Steglitz ist traditionell bürgerlich geprägt, zahlreiche Wohngebiete entstanden in der industriellen Epoche in der Umgebung als Villenkolonie, und bis heute liegen die üblichen sozialgeografischen Indikatoren über dem Berliner Durchschnitt.
Der Ortsteil Steglitz grenzt von Süden beginnend innerhalb des Bezirks an die benachbarten Ortsteile Lankwitz, Lichterfelde und Dahlem, im Norden an den Ortsteil Wilmersdorf des Bezirks Charlottenburg-Wilmersdorf und den Ortsteil Friedenau des Bezirks Tempelhof-Schöneberg. Die Ortslage Bismarckviertel bildet die Nordostgrenze zum benachbarten Ortsteil Schöneberg. Die Ortslage Südende grenzt im weiteren Verlauf im Uhrzeigersinn an die Ortsteile Schöneberg und Tempelhof des Bezirks Tempelhof-Schöneberg.

## Geschichte

### Herkunft des Namens

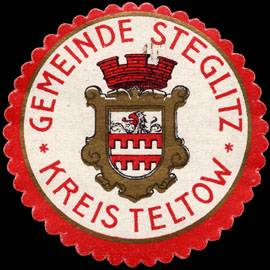
Wappen von Steglitz in der Siegelmarke der Gemeinde

Der Ortsname Steglitz ist slawischen Ursprungs und bedeutet „Ort, wo es Stieglitze gibt“. Der Ortsname wird in Verbindung mit dem altmärkischen Geschlecht derer von Stegelitz gebracht, denen die Dorfgründung zugeschrieben wird. Aus dem Familienwappen derer von Stegelitz stammen die beiden roten Stege im Wappen der Landgemeinde und des Bezirks.

### Mittelalter
Das Dorf Steglitz ist vermutlich im Rahmen des askanischen Landausbaus während der ersten Hälfte des 13. Jahrhunderts als Straßendorf gegründet worden (wahrscheinlich um 1230). 1197 und 1248 wird ein Henricus de Stegelitz erwähnt.
In der Dorfmitte stand vermutlich zunächst eine erste hölzerne Dorfkirche. Sie wurde gegen Ende des 13. Jahrhunderts durch die Dorfkirche Steglitz, eine steinerne Saalkirche mit 72 Plätzen, ersetzt.
Der Ort selbst wird erstmals 1375 im Landbuch Karls IV. genannt, wahrscheinlich im Besitz derer von Torgow zu Zossen. Es fehlen die üblichen Angaben über Hufezahlen usw. Diese werden erstmals 1450 bekannt: 43 Hufe, davon sechs Pfarr- und ein Kirchenhufe; hinsichtlich der kirchlichen Rechte eine ungewöhnlich hohe Zahl. 1451 wird ein Krug erwähnt.
Im Jahr 1517 wird ein Hof mit zehn freien Hufen genannt, als Wohnsitz der Speel (auch von ‚Spil‘ oder von ‚Spiel‘), die Besitz auch in Dahlem haben.

### Gutsbildung
Der Gutsherr Christoph Erdmann von Spiel starb als letzter seines Geschlechts im Jahr 1713. Sein Grabstein steht heute an der äußeren Nordwand des Turms der Matthäuskirche. Durch die Gutsbildung im Bereich des Wrangelschlösschens wurde das Straßendorf deformiert. Sein ursprünglicher Kern (Alt-Steglitz) lag zwischen dem Rathaus Steglitz und dem Gutshaus Steglitz. Bis zum 18. Jahrhundert blieb Steglitz ein kleines Dorf von nur etwa hundert Bewohnern, die den kargen Böden nur bescheidene Erträge abzuringen vermochten und von den Gutsherren, die ihnen das Land lediglich zur Pacht überlassen hatten, praktisch völlig abhängig waren.
Steglitz profitierte von seiner Lage an der alten Reichsstraße 1, der heutigen Bundesstraße 1, die – einem mittelalterlichen Handelsweg folgend – ursprünglich über mehr als Tausend Kilometer von Aachen über Berlin und Königsberg bis an die damals deutsch-litauische Grenze reichte und als wichtigste Straßenverbindung Deutschlands galt. Das Teilstück zwischen Berlin und Potsdam wurde 1792 als erste Landstraße in Preußen gepflastert.

### Vom Dorf zum städtischen Vorort

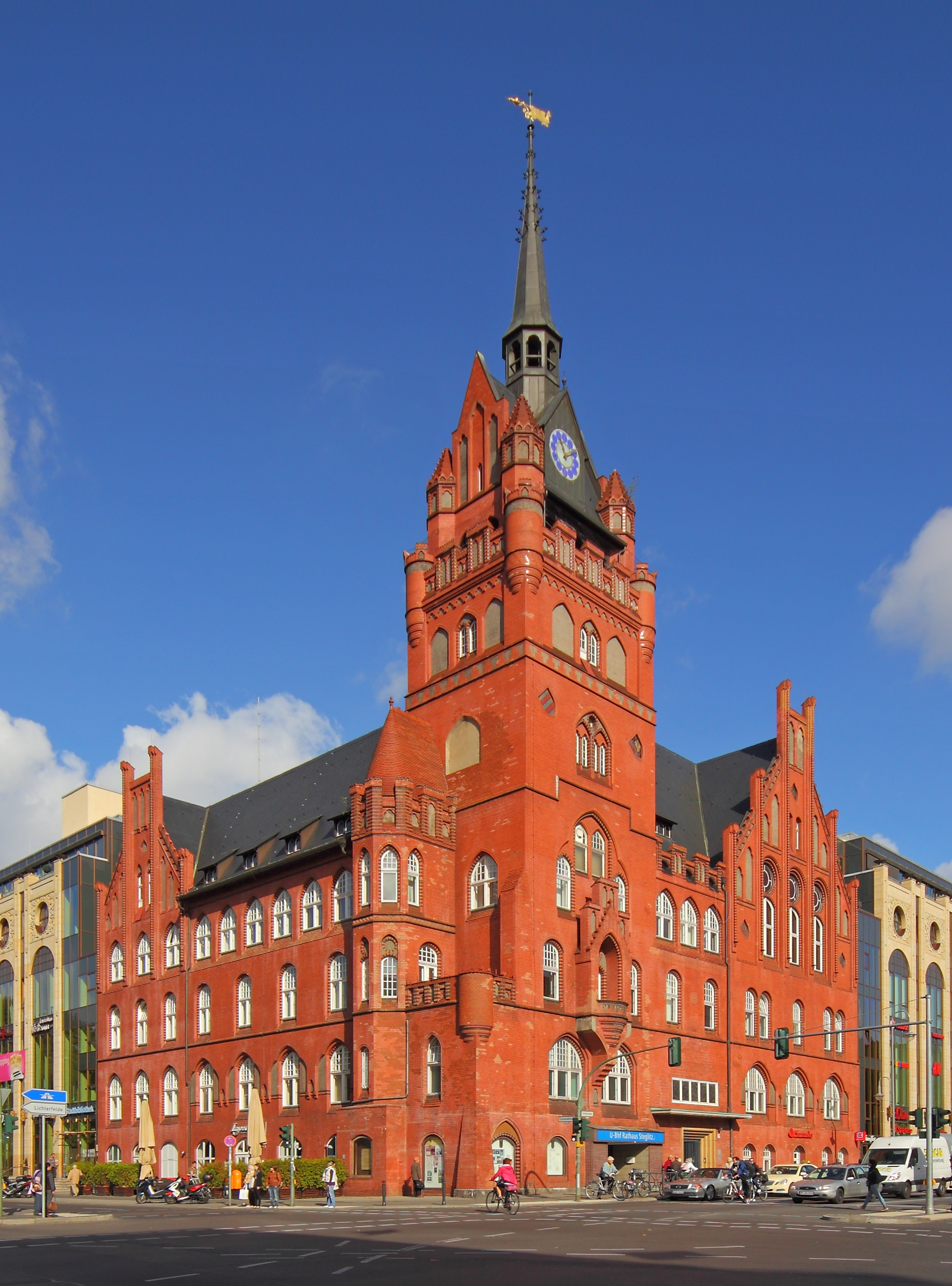
Rathaus Steglitz

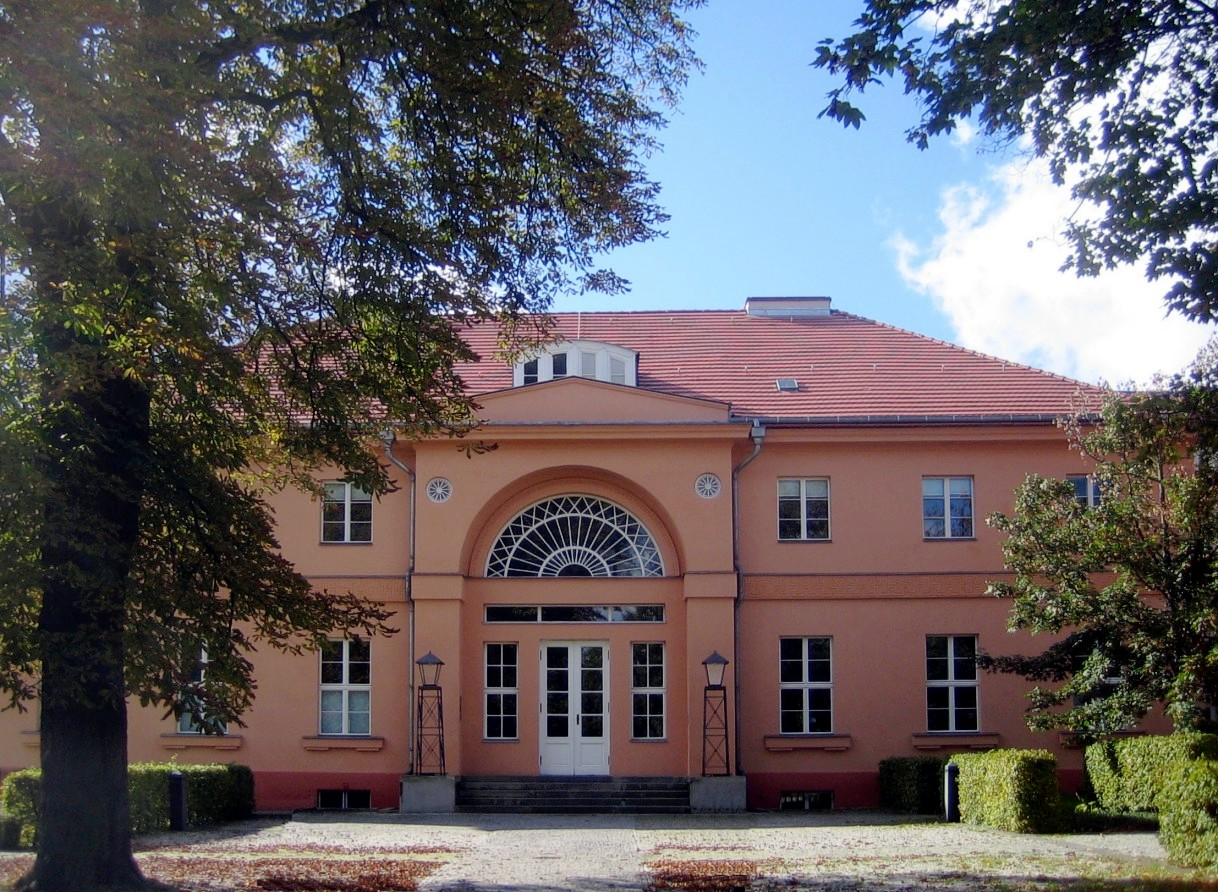
Gutshaus Steglitz, das sogenannte Wrangelschlösschen

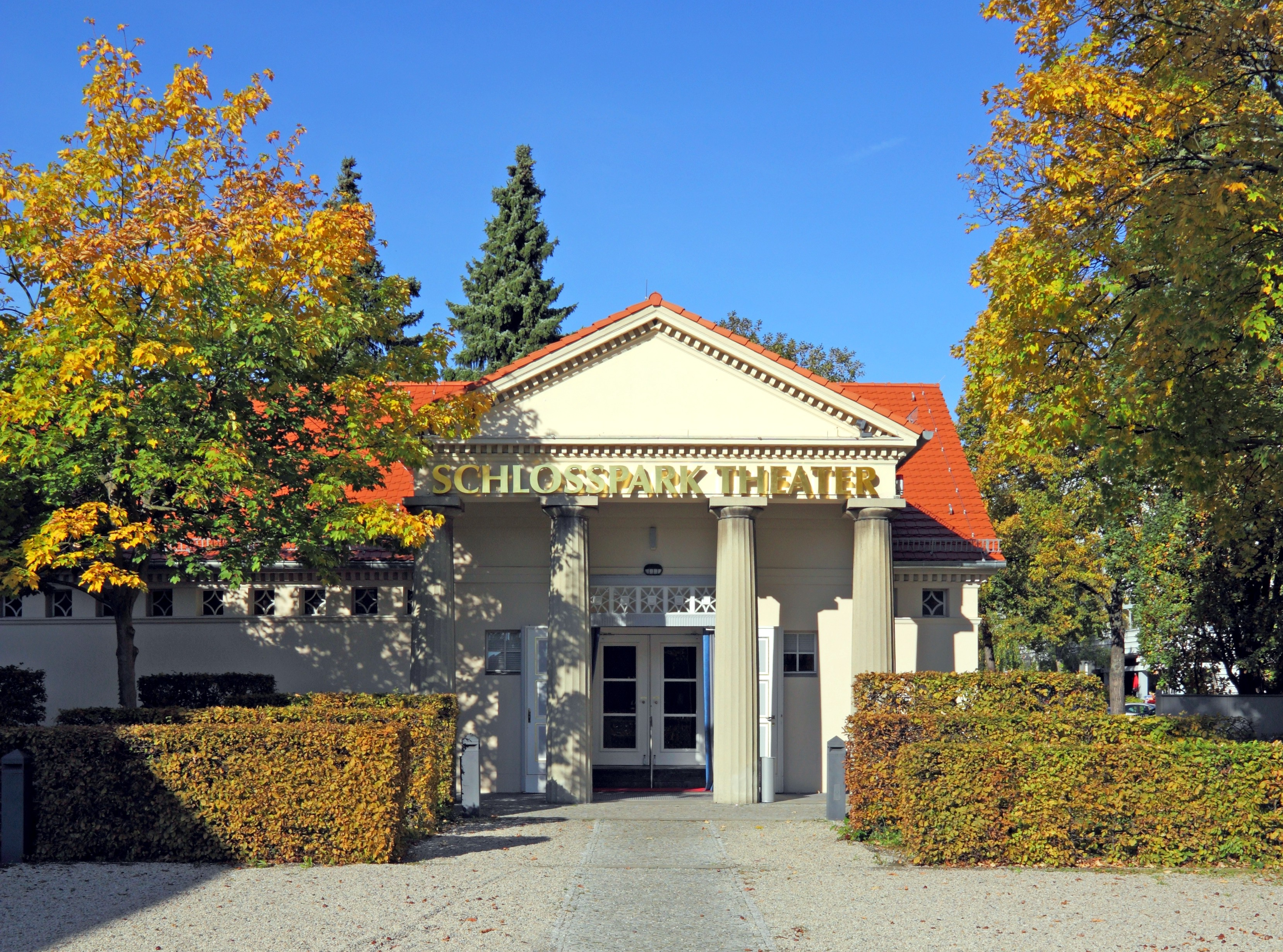
Schlosspark Theater

Im Jahr 1801 oder 1802 erwarb der preußische Staatsminister Carl Friedrich von Beyme Gut und Dorf Stegelitz.
Im Bereich der heutigen Albrecht- und Breite Straße entstand die Kolonie Neu-Steglitz. Der Berliner Seidenhändler und Fabrikant Johann Adolph Heese siedelte 1840 im Gebiet der heutigen Bergstraße eine Maulbeerplantage mit Seidenraupenzucht an. Steglitz wurde zum bedeutendsten Seidenbauzentrum Preußens.
Die Strecke der Stammbahn wurde 1838 durch Steglitz gebaut. Heute verkehrt hier die S-Bahn-Linie S1. 1839 erhielt Steglitz einen Bahnhof an der Strecke, der 1845 wieder geschlossen und 1864 neu eröffnet wurde. 1873 erhielt der Bahnhof Steglitz ein repräsentatives Bahnhofsgebäude, das 1965 für den Bau der Westtangente abgerissen wurde.
In der Mitte des 19. Jahrhunderts setzte sich der Name Steglitz gegen den alten Namen Stegelitz durch.
Am 2. Februar 1870 wurde die Kolonie Neu-Steglitz, die bis dahin zum Gutsbezirk Steglitz gehörte, in die Landgemeinde Steglitz eingegliedert.

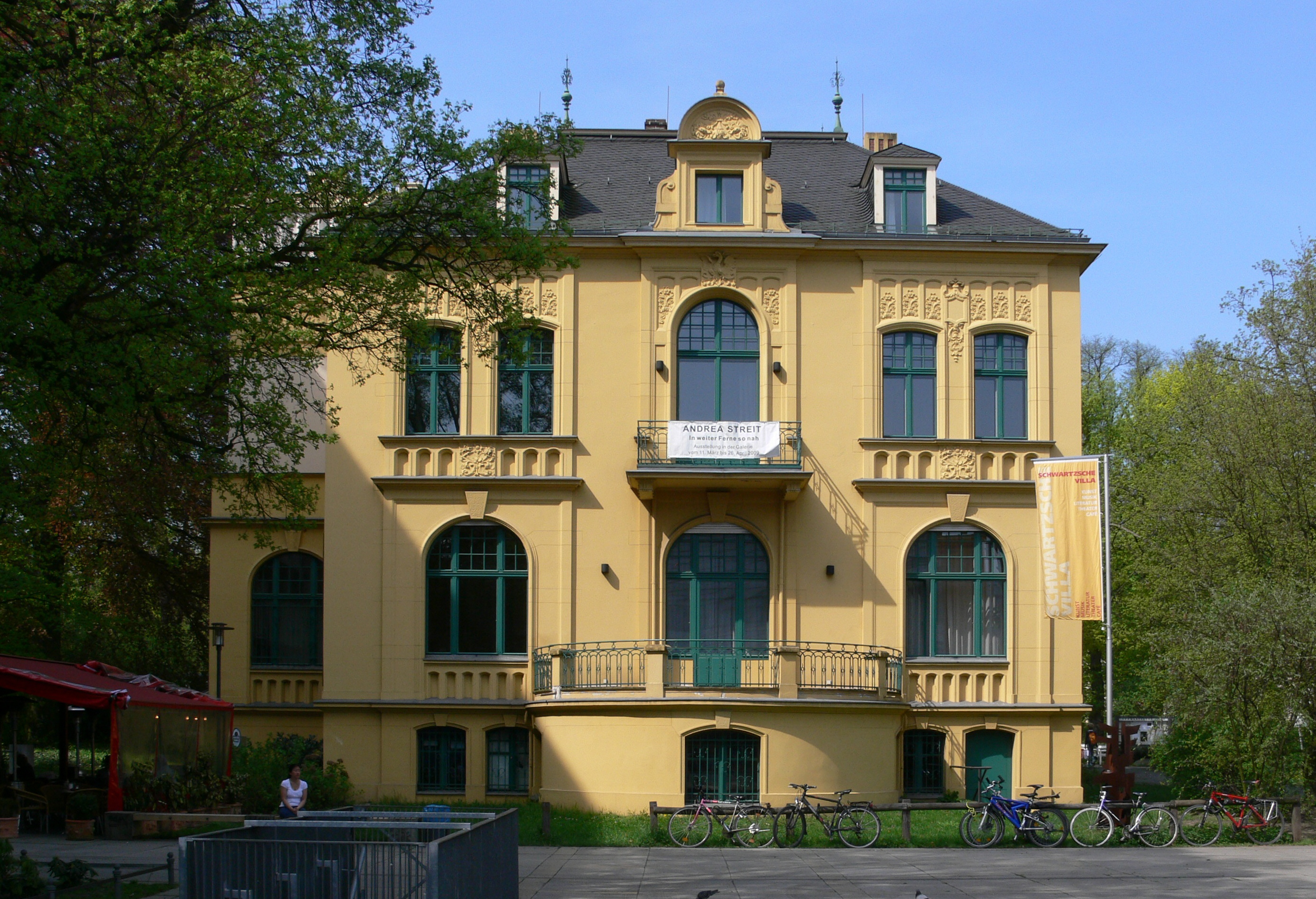
Schwartzsche Villa

Die Erschließung der Vororte Berlins führte zu einem raschen Bevölkerungswachstum. Dadurch – ebenso wie durch die Gründung ausgedehnter Villenkolonien in den Nachbardörfern Lichterfelde-West und Dahlem – kam es rasch zu einem wirtschaftlichen Aufschwung. 1872/1873 kam es zur Gründung der Villen- und Landhauskolonie Südende, die damals aber noch zu Mariendorf gehörte. 1875 wurde der Friedhof Steglitz eröffnet.
Als die mittelalterliche Dorfkirche in der zweiten Hälfte des 19. Jahrhunderts wegen gestiegener Anzahl von Gemeindemitgliedern zu klein geworden war, wurde die wesentlich größere Matthäuskirche gebaut und 1880 eingeweiht. Die alte Dorfkirche wurde 1881 wegen Baufälligkeit abgebrochen.
In die neu angelegte Rothenburgstraße wurde 1877 die Berliner Preußisch-Königliche Blindenanstalt verlagert. Noch heute befinden sich dort viele Einrichtungen für Blinde und Sehbehinderte wie die Johann-August-Zeune-Schule.
Im Osten Steglitz standen die sandigen Rauhen Berge. Ende der 1880er Jahre wurde eine große Sandgrube angelegt, weil viel Sand als Baumaterial benötigt wurde. Am steilen Rand der Steglitzer Sandgrube machte 1892 Otto Lilienthal seine ersten Flugversuche. Noch 1922 wurde in der Dünenlandschaft eine Kulisse für den in Ägypten spielenden Film Das Weib des Pharao aufgebaut. Aktuell sind nur noch Reste der Rauhen Berge vorhanden, erkennbar vor allem im Bereich Oehlertring.
Das seit 1886 bestehende Gymnasium Steglitz war die Keimzelle der Wandervogelbewegung, die 1901 im Ratskeller des Steglitzer Rathauses gegründet wurde und seinerseits den Ursprung der Jugendbewegung darstellt. Dessen Chronist Hans Blüher beschrieb Steglitz 1913:

„Von den Steglitzer Großbaumeistern hätte man wohl sagen können, dass sie begabte Silhouettenschneider gewesen seien. Wenn man nämlich des Abends von Osten nach Westen ging und aus der Bäkeniederung und den anderen Villenvororten auf Steglitz zukam, da sah man im Golde das aufgereckte Dorf prangen, die Kuppel des Wasserturmes oben an, die spitzen Türme des Protestantenheiligtums und des Rathauses etwas tiefer daneben, dann die ernste Schönheit der katholischen Kirche, die so breit dastand im Heldengefühle der Diaspora; […] und es gab auch in der ganzen weiten Umgebung von Berlin keine Silhouette einer Ortschaft, die in so unvergeßlichen Formen dastand, wie die von Steglitz.“

Die 1900 gegründete Steglitzer Werkstatt gilt als eine der wichtigsten Keimzellen der deutschen Buchkunstbewegung. In der Fichtestraße 59 (heute: Lepsiusstraße 23) entstand eine der ersten klassischen Werbeagenturen des Landes mit angeschlossener Druckerei. Bereits 1906 gab der letzte der drei Gründer den Standort Steglitz wieder auf.
Die Straßenbahn der Gemeinde Steglitz wurde 1905 zwischen Bahnhof und Grunewald eröffnet. Von 1912 bis 1914 verkehrte in Steglitz der Gleislobus Steglitz, einer der ersten Oberleitungsbusse der Welt.
Nachdem die Steglitzer Bevölkerung auf über 80.000 Einwohner angewachsen und Steglitz damit zur größten Landgemeinde Preußens geworden war, fand 1920 die Eingemeindung in das neugeschaffene Groß-Berlin statt. Bürgermeister war vom 1. Januar 1902 bis zum 1. April 1921 der Jurist und Kommunalpolitiker Karl Buhrow (1863–1939).
Im Jahr 1927 kamen in der Steglitzer Schülertragödie nach einem Selbstmordpakt zwei Schüler ums Leben.
Im Zweiten Weltkrieg wurde die Villenkolonie Südende, damals noch ein eigener Ortsteil, fast vollständig zerstört. Zum Kriegsende 1945 waren lediglich 25 Prozent aller Gebäude in Steglitz bewohnbar oder kurzfristig reparierbar, was Steglitz zum am meisten zerstörten Berliner Stadtteil machte. Wesentlich weniger Schaden nahm der Bereich des Geschäftszentrums an der Schloßstraße und den umliegenden Wohnblöcken.

### Bezirk Steglitz (1920–2001)

Wappen des Bezirks Steglitz (bis 1. Januar 2001)

Mit der Schaffung von Groß-Berlin 1920 wurde Steglitz auch der Name des 12. Verwaltungsbezirks von Berlin. Dieser wurde aus Steglitz, Groß-Lichterfelde, Lankwitz und der bisher zu Mariendorf gehörenden Villenkolonie Südende gebildet.
Die ehemalige Landgemeinde Steglitz wurde als Ortsteil Steglitz nun ein Teil des Bezirkes Steglitz. Weitere Ortsteile waren Lichterfelde und Lankwitz. Bis zum Zweiten Weltkrieg war Südende ein weiterer Ortsteil, danach wurde es in den Ortsteil Steglitz eingegliedert.
Die Fusion des Bezirkes Steglitz mit dem Bezirk Zehlendorf erfolgte 2001 zum Bezirk Steglitz-Zehlendorf. Der Ortsteil Steglitz blieb unverändert bestehen.
Das Wappen der Landgemeinde und des Bezirks Steglitz wurde 1887 von Maximilian Gritzner geschaffen. Während die beiden roten Stege aus dem Familienwappen des altmärkischen Geschlechts von Stegelitz stammen, bildet der schwarze Adlerkopf eine Reminiszenz an Kaiser Wilhelm I., durch den die Wappenverleihung erfolgte, verweist auf die Nähe zur deutschen Reichshauptstadt und erinnert daran, dass Steglitz lange eine preußisch-königliche Domäne war.

### Ortslagen

#### Bismarckviertel

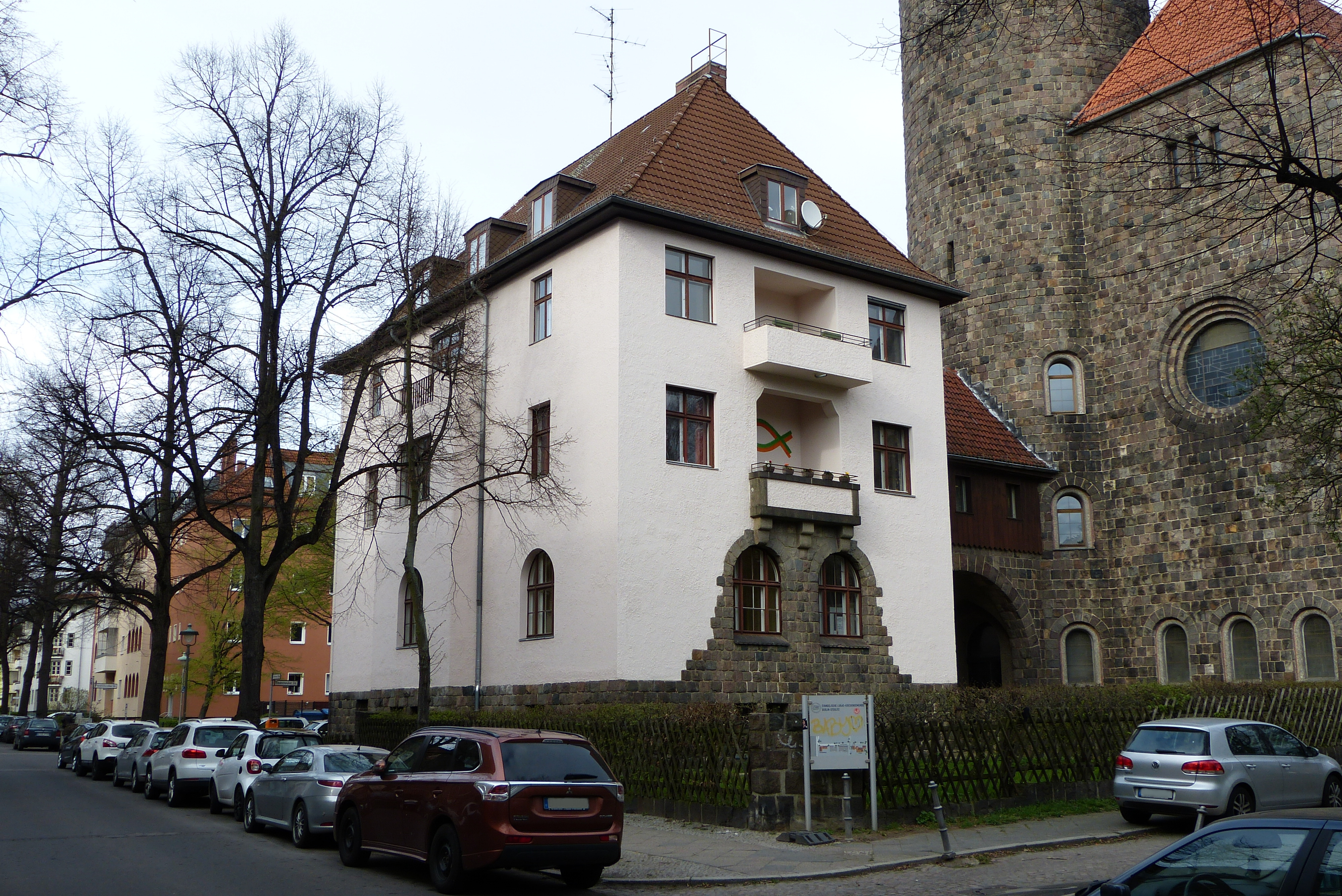
Pfarrhaus mit Lukaskirche am Friedrichsruher Platz

Das Bismarckviertel im Nordosten des Ortsteils, im Dreieck zwischen der Stammbahn, Thorwaldsenstraße und Bergstraße, wurde ab der Wende zum 20. Jahrhundert erschlossen und aufgebaut. Sämtliche Straßennamen haben Bezug zu Reichskanzler Otto von Bismarck. Im Verlauf des Zweiten Weltkriegs kam es durch alliierte Luftangriffe links und rechts der Stammbahn zu starken Zerstörungen, beim Versuch die Versorgungslinie nach Berlin zu unterbrechen. Die letzte Bombenlücke wurde erst 2013 geschlossen. Westlich der Bismarckstraße kam es hingegen zu deutlich weniger Zerstörungen, sodass hier ein Großteil der historischen Bausubstanz erhalten blieb.
Das Viertel ist heute eine mittlere Wohnlage zwischen der City West, dem Stadtteilzentrum Steglitz um die Schloßstraße und dem bürgerlichen Südwesten Berlins.

#### Südende

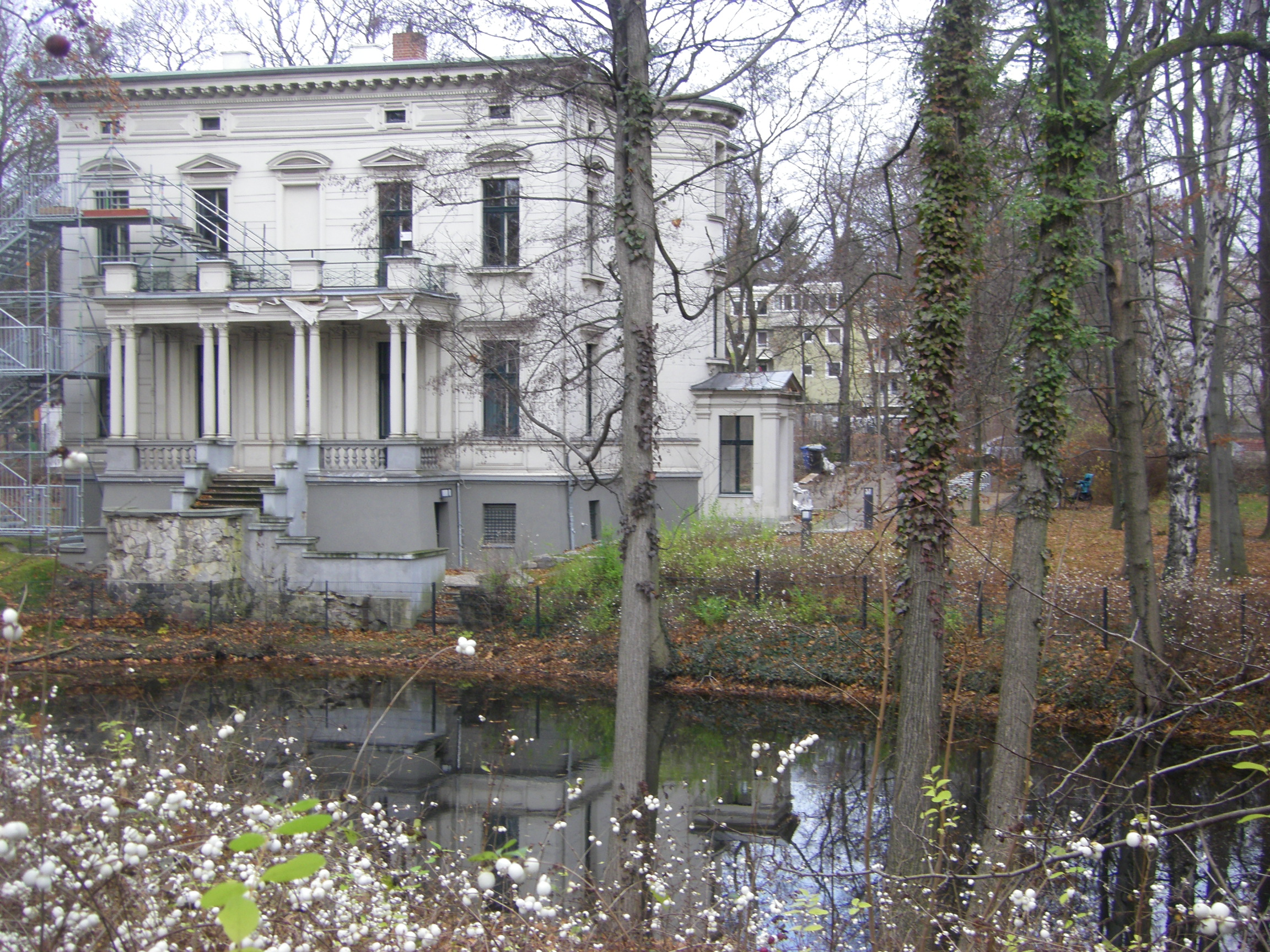
Einziges erhaltenes Beispiel der einstigen Villenbebauung in Südende

Südende ist eine ehemalige Villenkolonie im Südosten des Ortsteils, angelegt nach 1872 auf vormaligem Mariendorfer Bauernland. Vor der Zerstörung lebten hier zahlreiche Kunst- und Kulturschaffende, wie der Komponist Arnold Schönberg, die Maler George Grosz und Wassily Kandinsky oder die Revolutionärin Rosa Luxemburg.
Im Zweiten Weltkrieg wurde die Villenkolonie in der Nacht vom 23. auf den 24. August 1943 komplett zerstört, nachdem die Royal Air Force bei der Bombardierung Berlins unter starkem Flakbeschuss die Orientierung verloren und die Bomben, die eigentlich das damalige Regierungsviertel um die Neue Reichskanzlei in Mitte treffen sollten, über Südende abgeworfen hatte. Nur eine einzige Villa in der Grabertstraße 4 überstand das Inferno, hier befindet sich heute die Musikschule Steglitz-Zehlendorf.
Nach dem Krieg lag die Gegend über viele Jahre brach und erst in den 1960er Jahren begann ein Wiederaufbau. Den damaligen Bedürfnissen entsprechend, handelte es sich bei den Neubauten vor allem um einfache Wohnungen für Familien, sodass sich der Charakter der einstigen Villenkolonie vollkommen gewandelt hat.

## Religion

### Kirchenkampf im Nationalsozialismus
Aufgrund der Größe seiner Kirchengemeinde wurde Steglitz zu einem Hauptschauplatz des Kirchenkampfs zwischen der Bekennenden Kirche und der Glaubensbewegung der Deutschen Christen, der im Juni 1933 mit der Verhaftung des Pfarrers der Markusgemeinde, Otto Großmann, durch Mitglieder der SA direkt von der Kanzel begann. Am Wochenende 16./17. März 1935 (die preußische Bekenntniskirche hatte geplant, am Sonntag, dem 17. März 1935, mit einer scharfen Kanzelabkündigung gegen die Nazi-Ideologie vor die Öffentlichkeit zu treten) wurden in Preußen 715 Pfarrer inhaftiert; in Berlin wurden wohl fast alle aktiven Pfarrer festgenommen. Im September 1935 tagte als Reaktion auf den Erlass der Nürnberger Rassengesetze im Markusgemeindesaal eine evangelische Bekenntnissynode.

### Synagoge Steglitz
Die Synagoge Steglitz entstand 1897 auf dem hinteren Teil des Grundstücks von Moses Wolfenstein, der bereits 1878 die Jüdische Gemeinde Steglitz gegründet hatte. In der Reichspogromnacht vom 9. auf den 10. November 1938 wurde sie von den Nationalsozialisten verwüstet und geplündert, im Gegensatz zu vielen anderen Synagogen allerdings nicht angezündet, da sie in einem dichtbebauten Areal lag. Später wurde sie als Lagerraum genutzt und war in den 1980er Jahren zunächst zum Abriss vorgesehen, dann allerdings 1989 unter Denkmalschutz gestellt und anschließend saniert. Heute ist die ehemalige Synagoge ein privat genutztes Gebäude in einem nicht öffentlich zugänglichen Hinterhof.

### Spiegelwand-Mahnmal

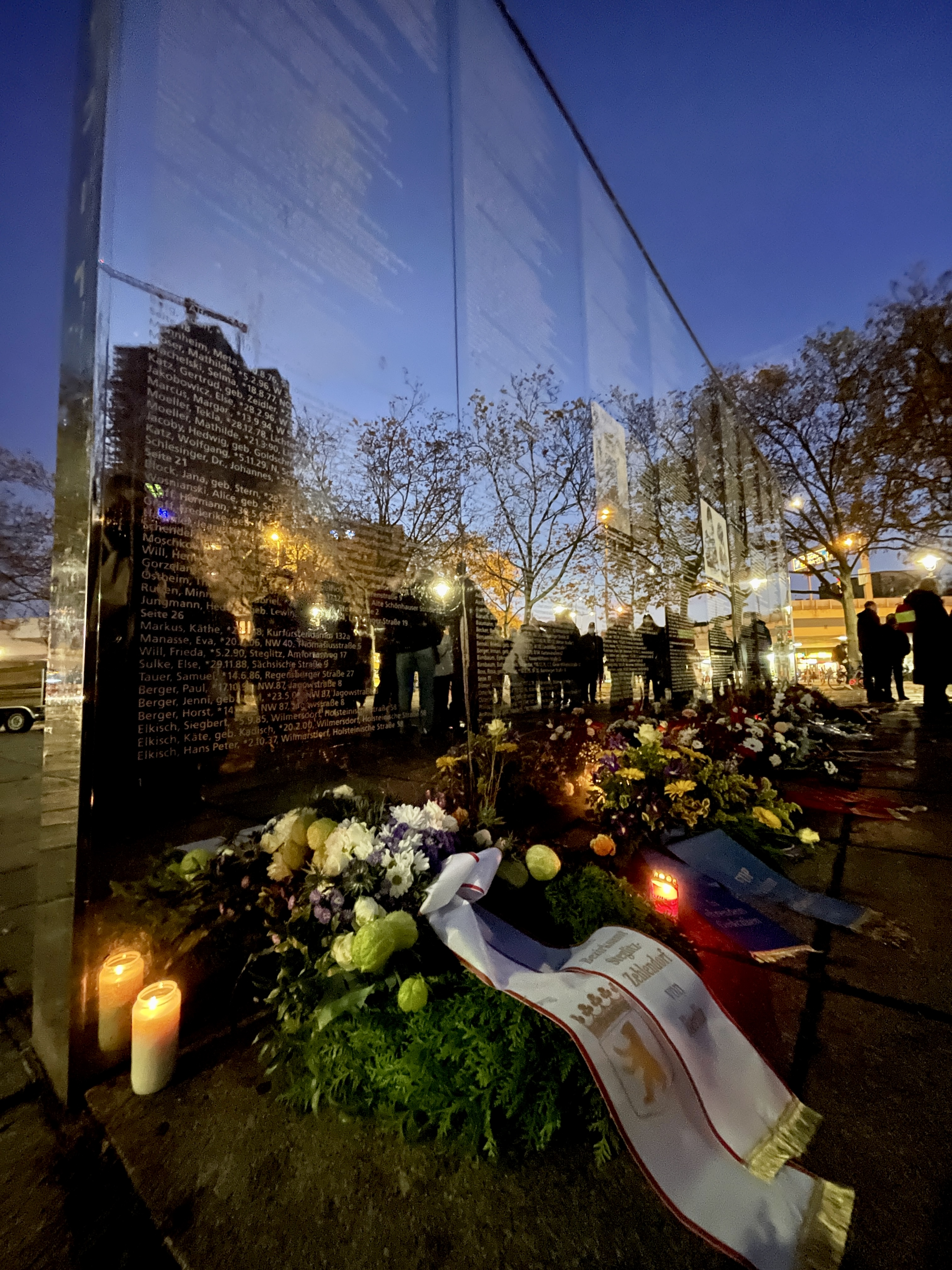
Kranzniederlegung Bezirksamt Steglitz-Zehlendorf und BVV an der Spiegelwand

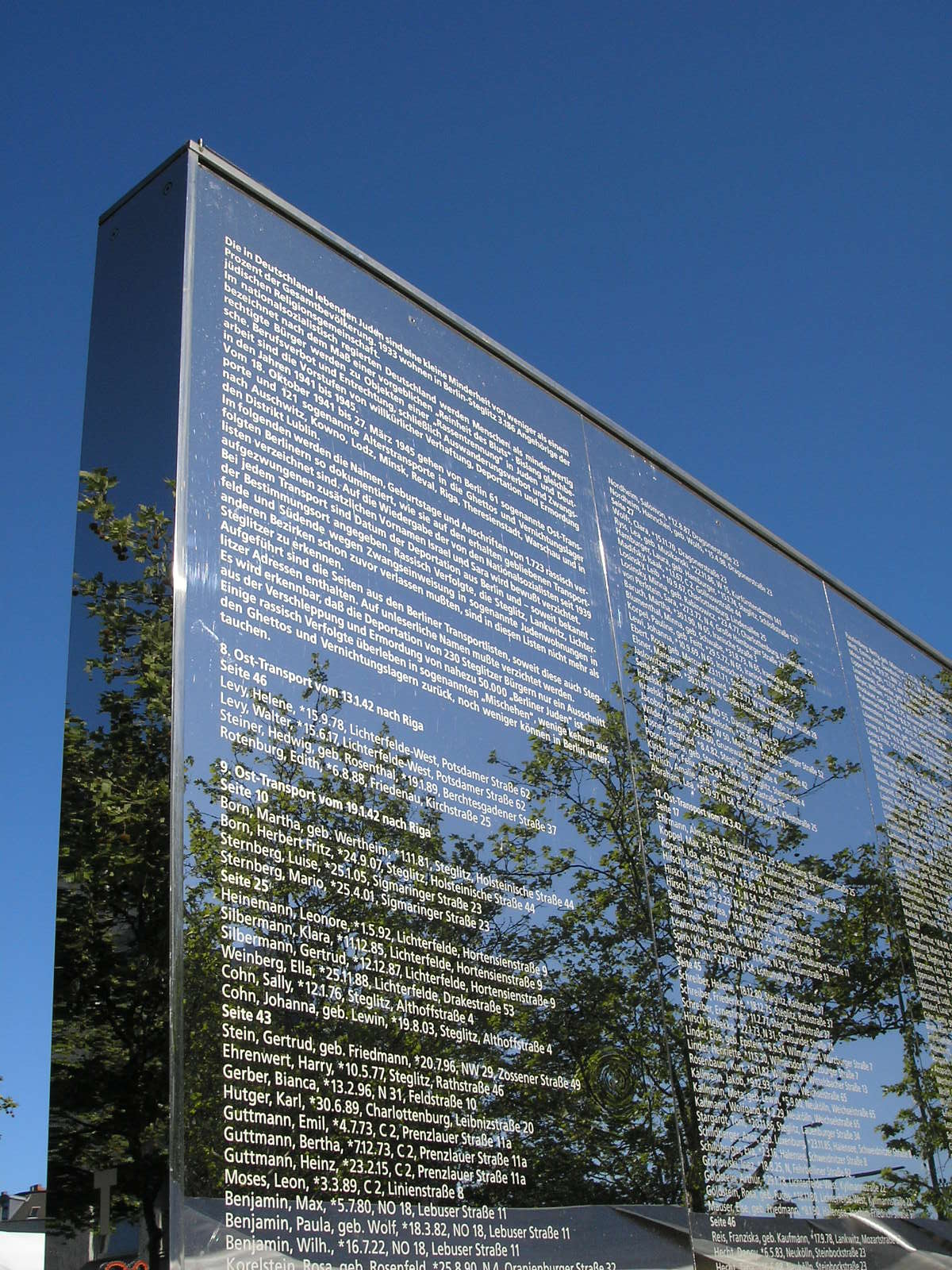
Mahnmal Spiegelwand am Hermann-Ehlers-Platz

Internationale Beachtung fand Anfang der 1990er Jahre die Auseinandersetzung im Bezirk über die Errichtung des Mahnmals Spiegelwand auf dem Hermann-Ehlers-Platz. Sie sollte an die Steglitzer Synagoge der jüdischen Gemeinde an der Düppelstraße und den Holocaust in Berlin erinnern. Nach einem Wettbewerb gewann 1992 der Entwurf der Künstler Wolfgang Göschel und Joachim von Rosenberg (historische Beratung Hans-Norbert Burkert) mit einer hochglanzpolierten Chromstahlwand. Auf ihr wurden 1723 Namen und Anschriften aus Steglitz deportierter jüdischer Bürger eingraviert, deren Daten den Deportationslisten entnommen wurden. Zwischen den Personenlisten befinden sich je drei Text- oder Bildtafeln zu jüdischem Leben in Vergangenheit und Gegenwart.
Die CDU war gegen das Denkmal, da sie die Wand für überdimensioniert hielt. Sie bezweifelte, dass am Wettbewerbsverfahren ausreichend Bürger beteiligt worden waren und führte in einem parteinahen Blatt eine öffentliche Debatte über den Sinn eines solchen Denkmals. Schließlich wurde bei der Abstimmung in der Bezirksverordnetenversammlung (BVV) am 18. Mai 1994 mit den Stimmen von CDU, FDP und Republikanern die Errichtung des Denkmals abgelehnt. Da Landespolitiker den Vorgang beschämend nannten und Schaden für das Ansehen Berlins fürchteten, zog der damalige Bausenator Wolfgang Nagel (SPD) das Verfahren an sich und ließ, entgegen dem Beschluss, das Mahnmal selbst aufstellen. Am 7. Juni 1995 wurde die Spiegelwand auf dem Hermann-Ehlers-Platz vollendet. Zum erneuten negativen Medienecho führte bei der Einweihung die Weigerung der BVV-Mehrheit, dazu Gäste aus Israel einzuladen.
Seit 2006 hat sich der Umgang des Bezirks mit der Erinnerungskultur stark verändert. An der Spiegelwand auf dem Hermann-Ehlers-Platz finden regelmäßig an Gedenktagen stille Gedenkfeiern und Kranzniederlegungen des Bezirksamtes Steglitz-Zehlendorf und der Bezirksverordnetenversammlung statt, um der Opfer des Nationalsozialismus zu gedenken.

## Bevölkerung
| Jahr | Einwohner |
| ---- | --------- |
| 1858 | 000.716 1 |
| 1871 | 01.899    |
| 1880 | 06.476    |
| 1890 | 12.530    |
| 1900 | 21.425    |
| 1910 | 62.954    |
| 1919 | 83.370    |
| 1925 | 092.915 2 |

| Jahr | Einwohner |
| ---- | --------- |
| 1930 | 111.011   |
| 1938 | 111.408   |
| 1946 | 067.227   |
| 1950 | 075.211   |
| 1960 | 086.450   |
| 1970 | 077.810   |
| 1987 | 068.135   |
| 2000 | 070.214   |

| Jahr | Einwohner |
| ---- | --------- |
| 2007 | 70.464    |
| 2010 | 71.774    |
| 2015 | 73.727    |
| 2020 | 75.578    |
| 2021 | 75.060    |
| 2022 | 76.215    |
| 2023 | 76.265    |
| 2024 | 76.247    |

## Politik
Botschaften und diplomatische Vertretungen
- Botschaft der Republik Jemen in der Schmidt-Ott-Straße 7
- Botschaft der Islamischen Republik Mauretanien in der Englerallee 42
- Botschaft des Königreichs Thailand in der Lepsiusstraße 64/66
- Botschaft der Republik Tschad in der Lepsiusstraße 114

## Sehenswürdigkeiten
Die Steglitzer Schloßstraße bildet das Zentrum des Ortsteils. Sie ist die zweitgrößte Einkaufsstraße Berlins und somit der wichtigste Zentralort des Berliner Südens. Architektonische Besonderheiten dort sind der Bierpinsel, der Steglitzer Kreisel, das Rathaus Steglitz, das Gutshaus Steglitz, das angrenzende Schlosspark Theater sowie die Galerie Schwartzsche Villa, die postalisch der Grunewaldstraße zugeordnet ist.
Kirchen
Im Jahr 1880 wurde die evangelische Matthäuskirche als Ersatz für die zu kleine und baufällige Steglitzer Dorfkirche eingeweiht. 1900 wurde die katholische Rosenkranz-Basilika als repräsentatives Gotteshaus für die Steglitzer Katholiken erbaut. Die Markuskirche von 1912 brannte im Zweiten Weltkrieg vollständig aus und wurde in den 1950er Jahren in vereinfachter Form wiederaufgebaut. Zwischen 1914 und 1919 war zudem die evangelische Lukaskirche östlich des Ortskerns an der Bergstraße erbaut worden. Sie lag zunächst noch in fast unbebautem Gebiet, da die umgebenden Wohnhäuser erst anschließend in den 1920er Jahren erbaut wurden. Weitere evangelische Kirchen sind die 1958 eingeweihte Kirche in Südende und die Patmos-Kirche aus dem Jahr 1963. 1951 wurde die katholische Kirche St. Johannes Evangelist eingeweiht. Die evangelisch-freikirchliche Baptistenkirche wurde 1952–1953 gebaut.

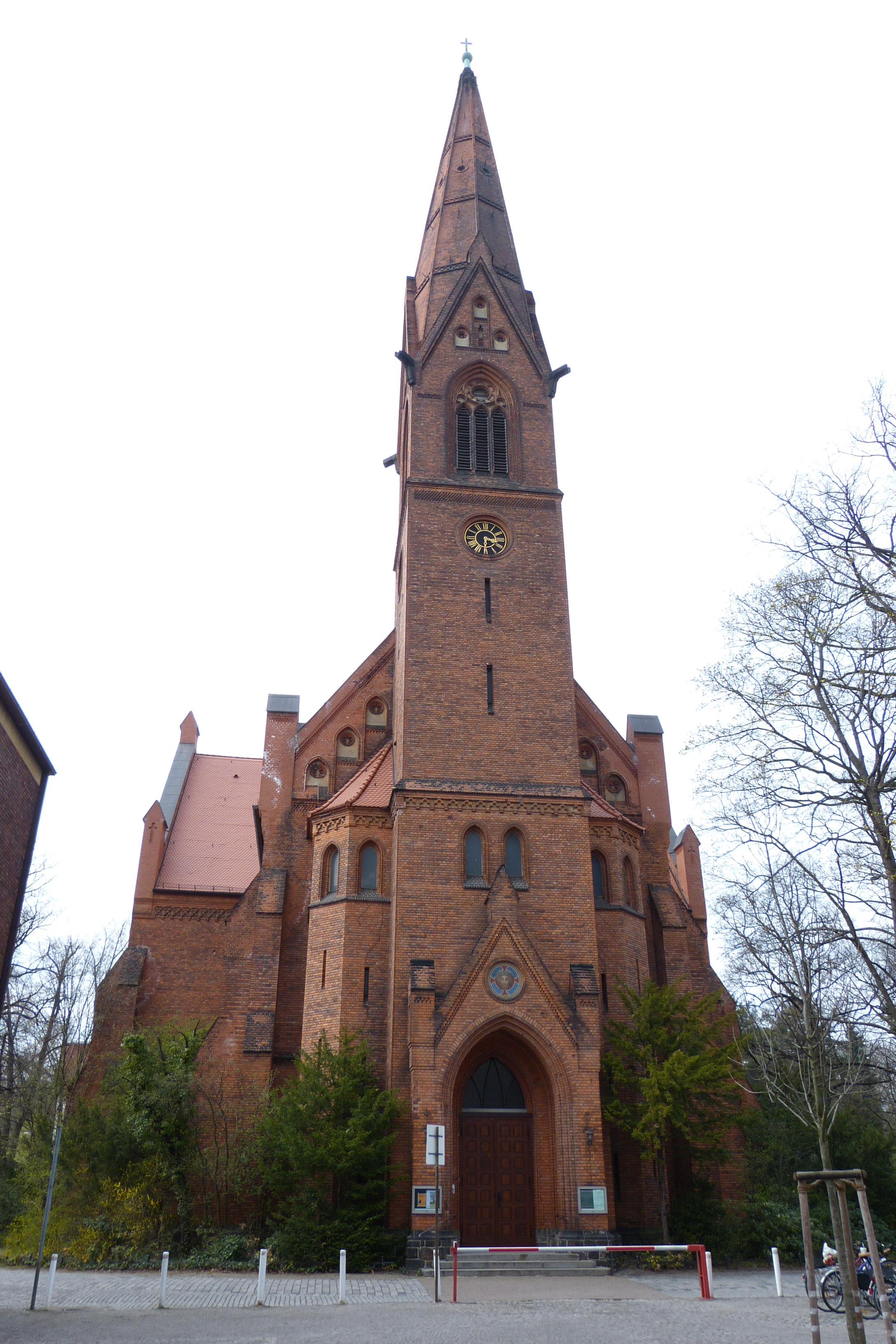
Evangelische Matthäuskirche
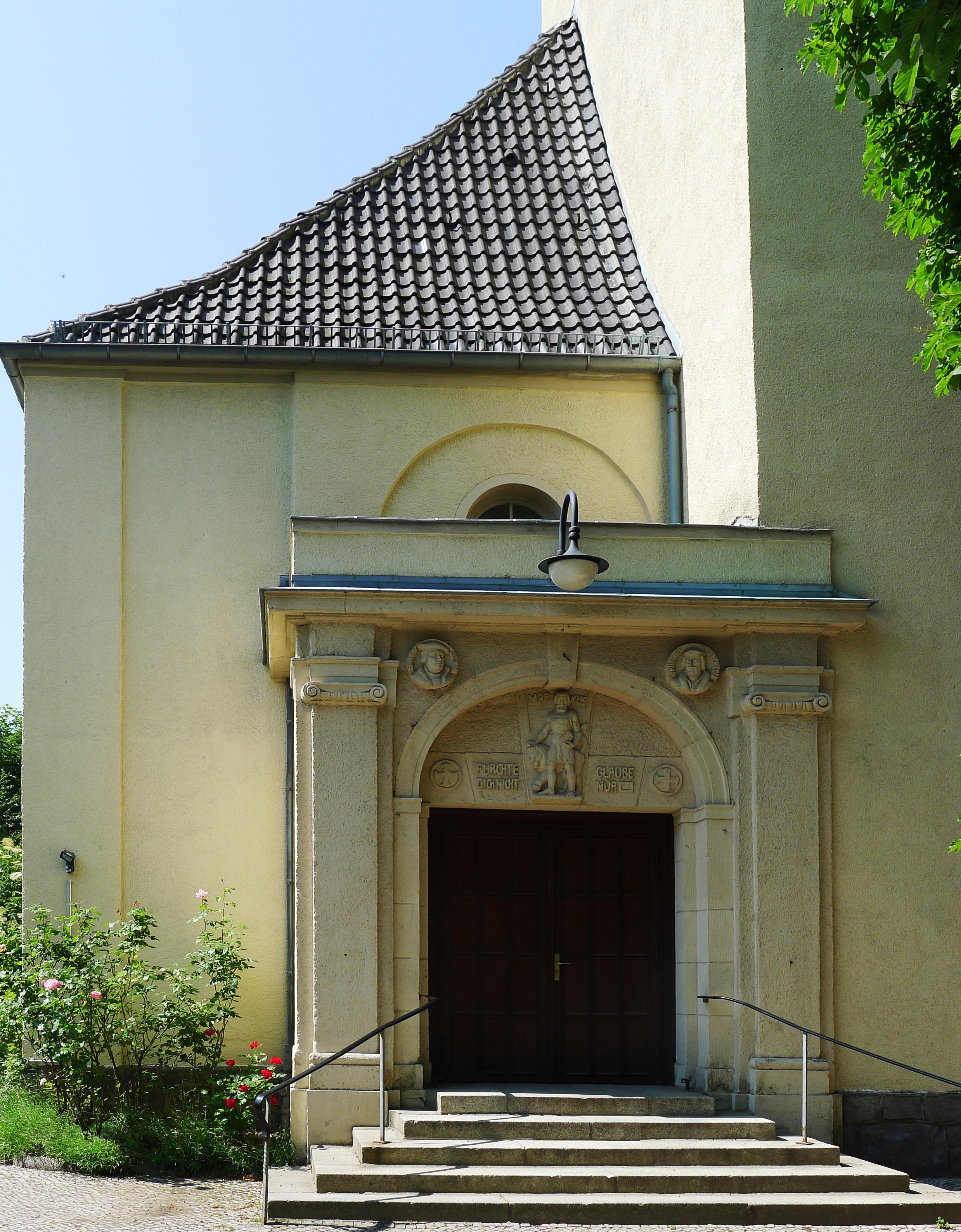
Portal der evangelischen Markuskirche
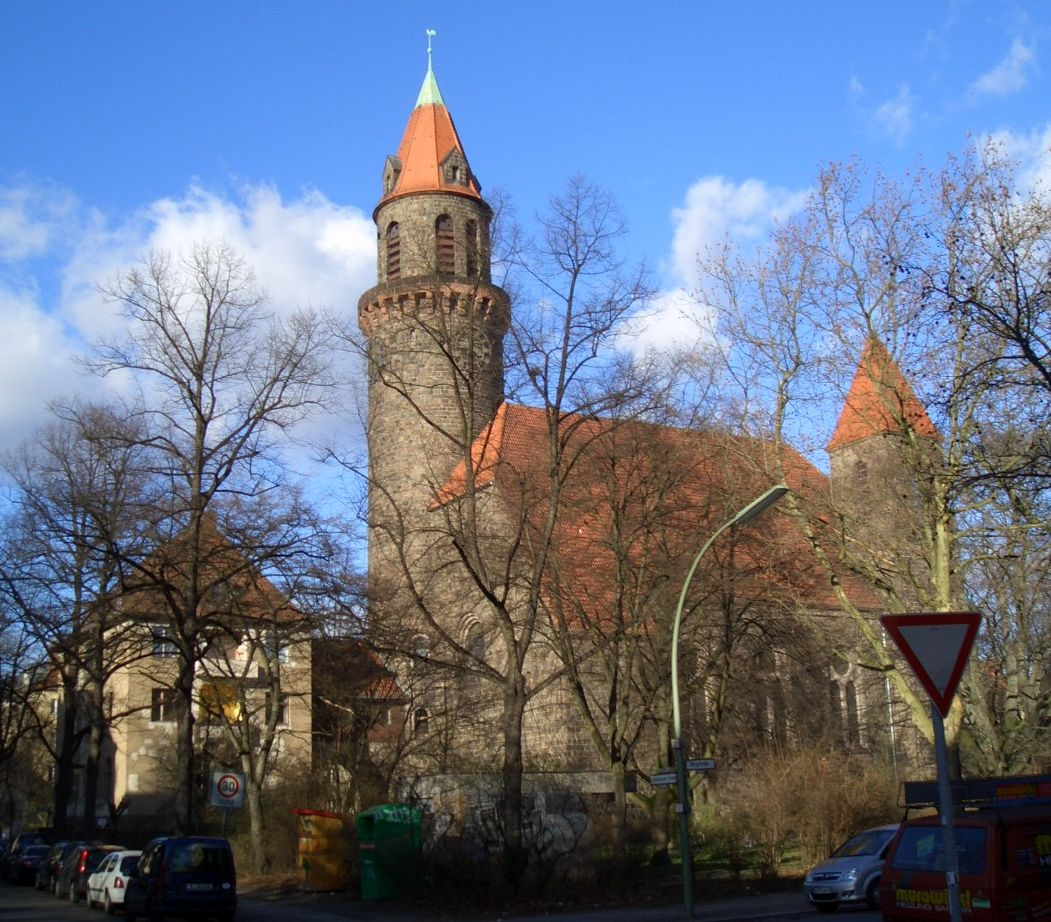
Evangelische Lukaskirche
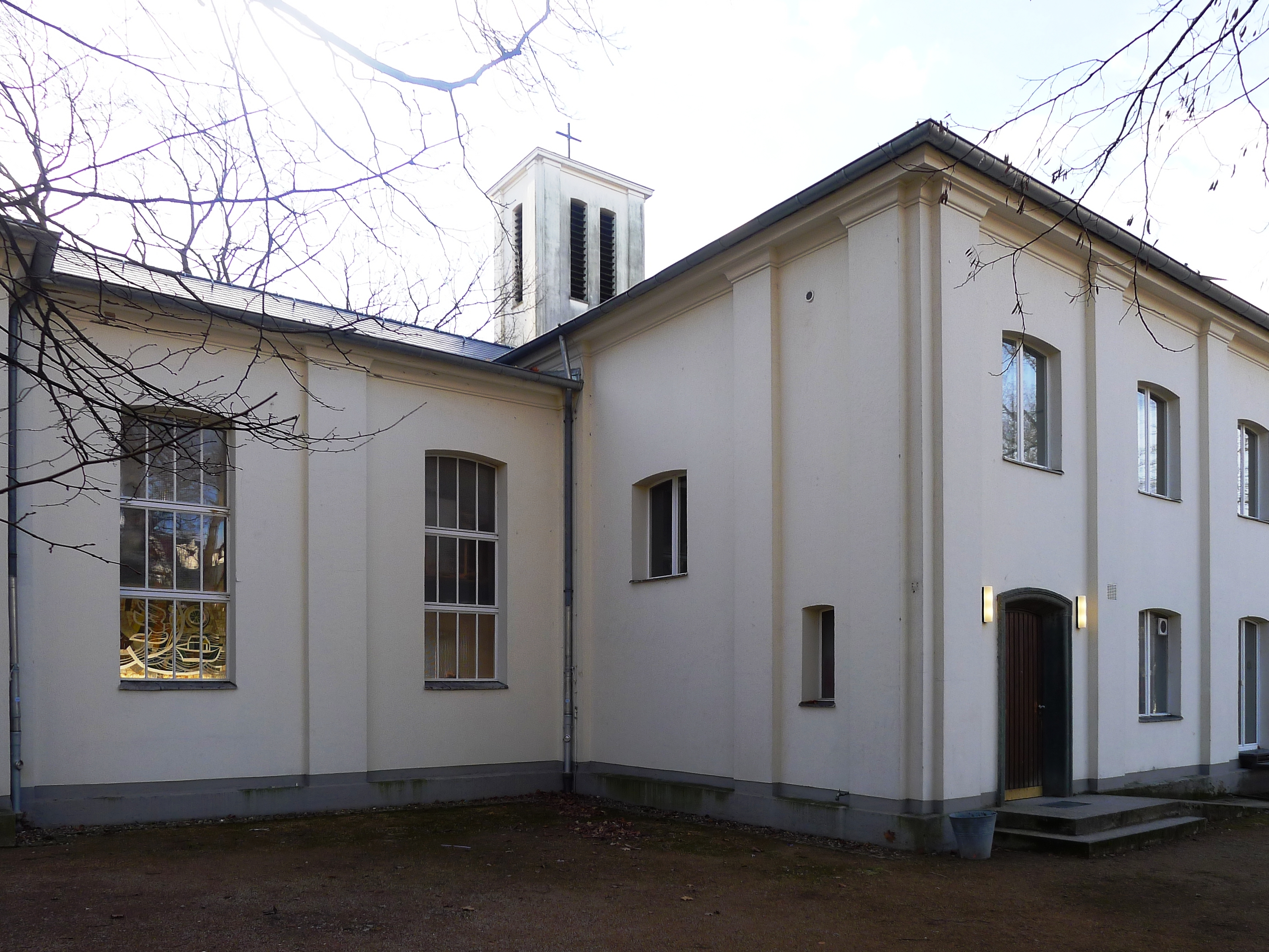
Evangelische Kirche in Südende
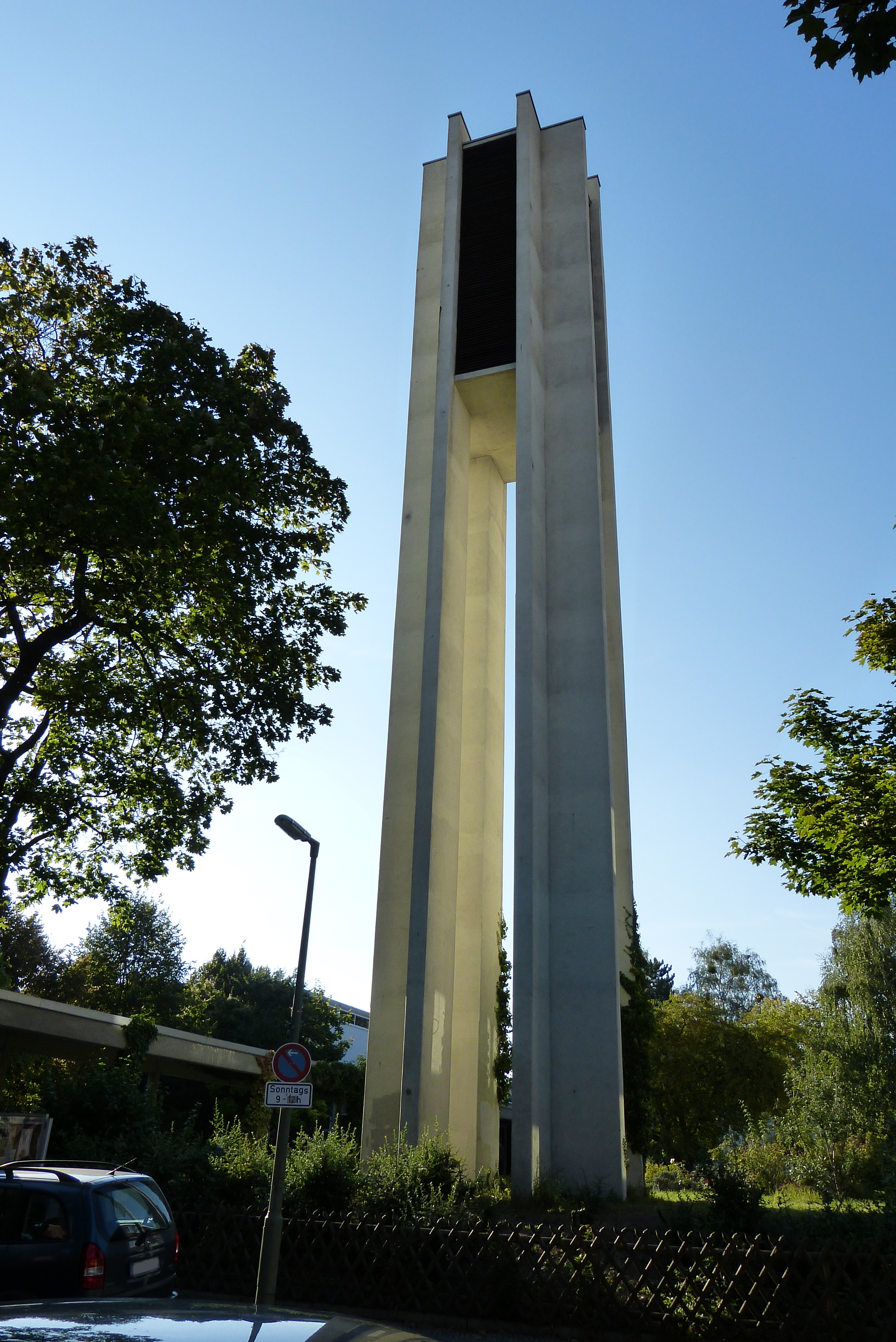
Glockenturm der evangelischen Patmos-Kirche
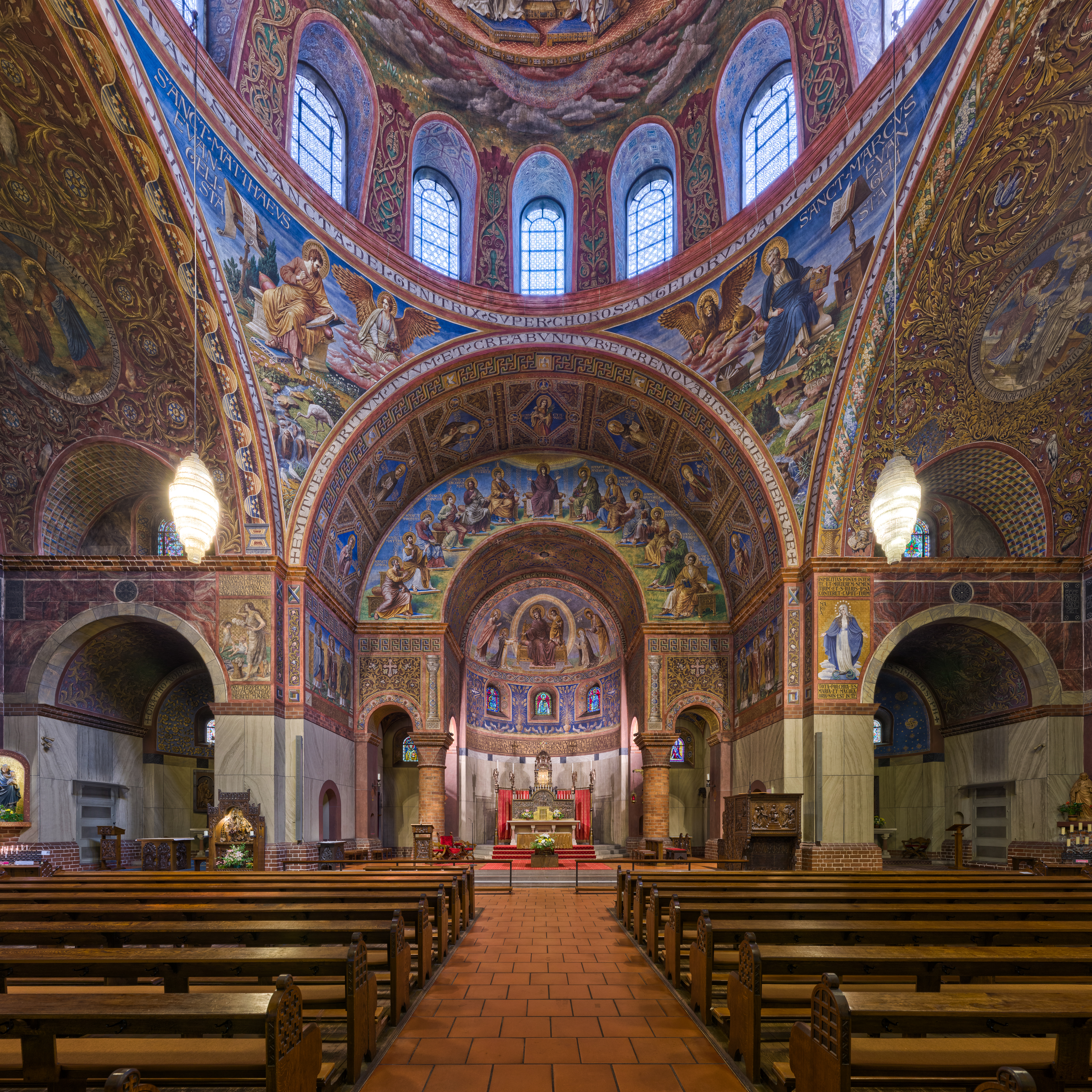
Innenraum der katholischen Rosenkranz-Basilika
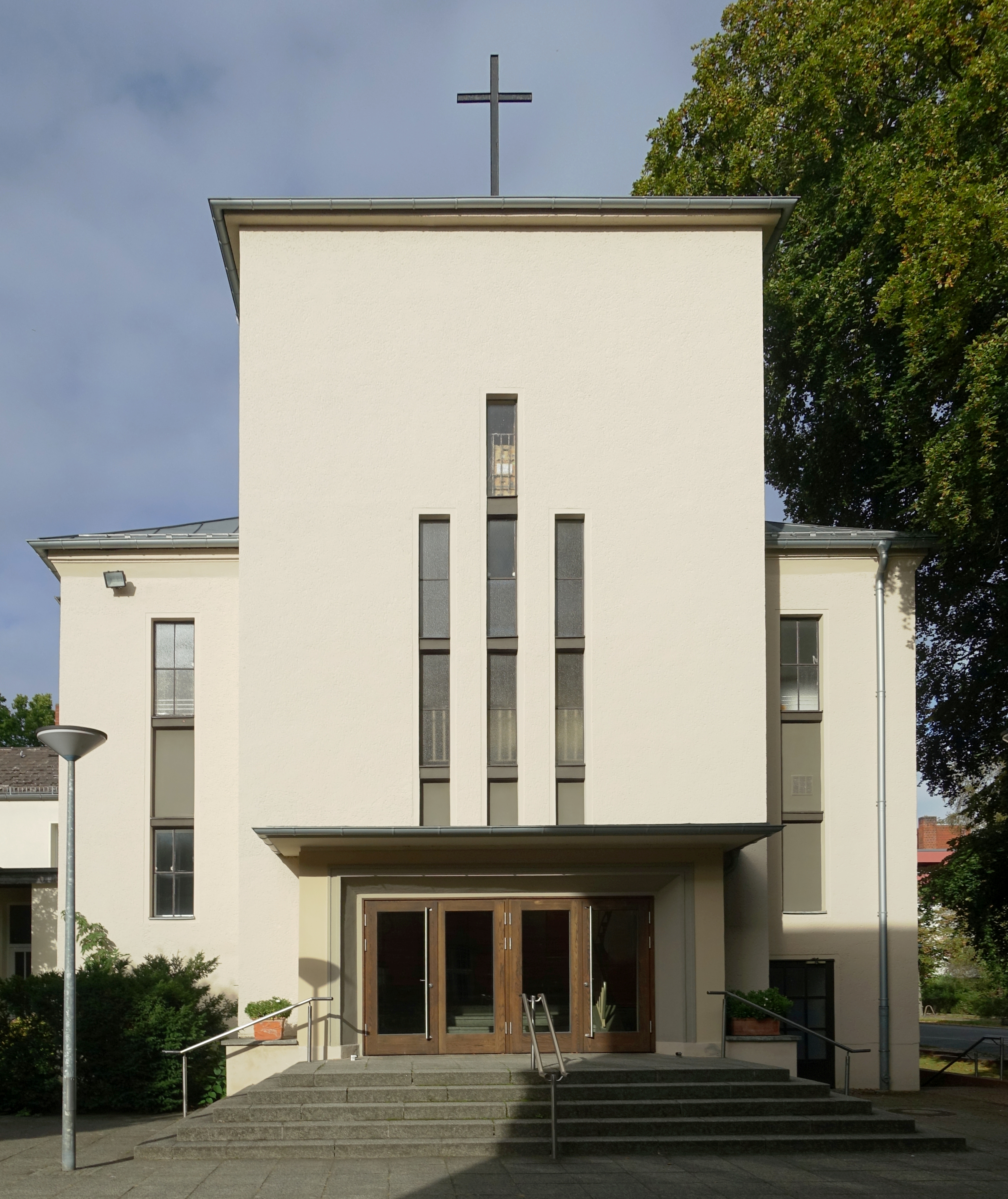
Baptistenkirche Steglitz

## Wirtschaft und Infrastruktur

### Wirtschaft

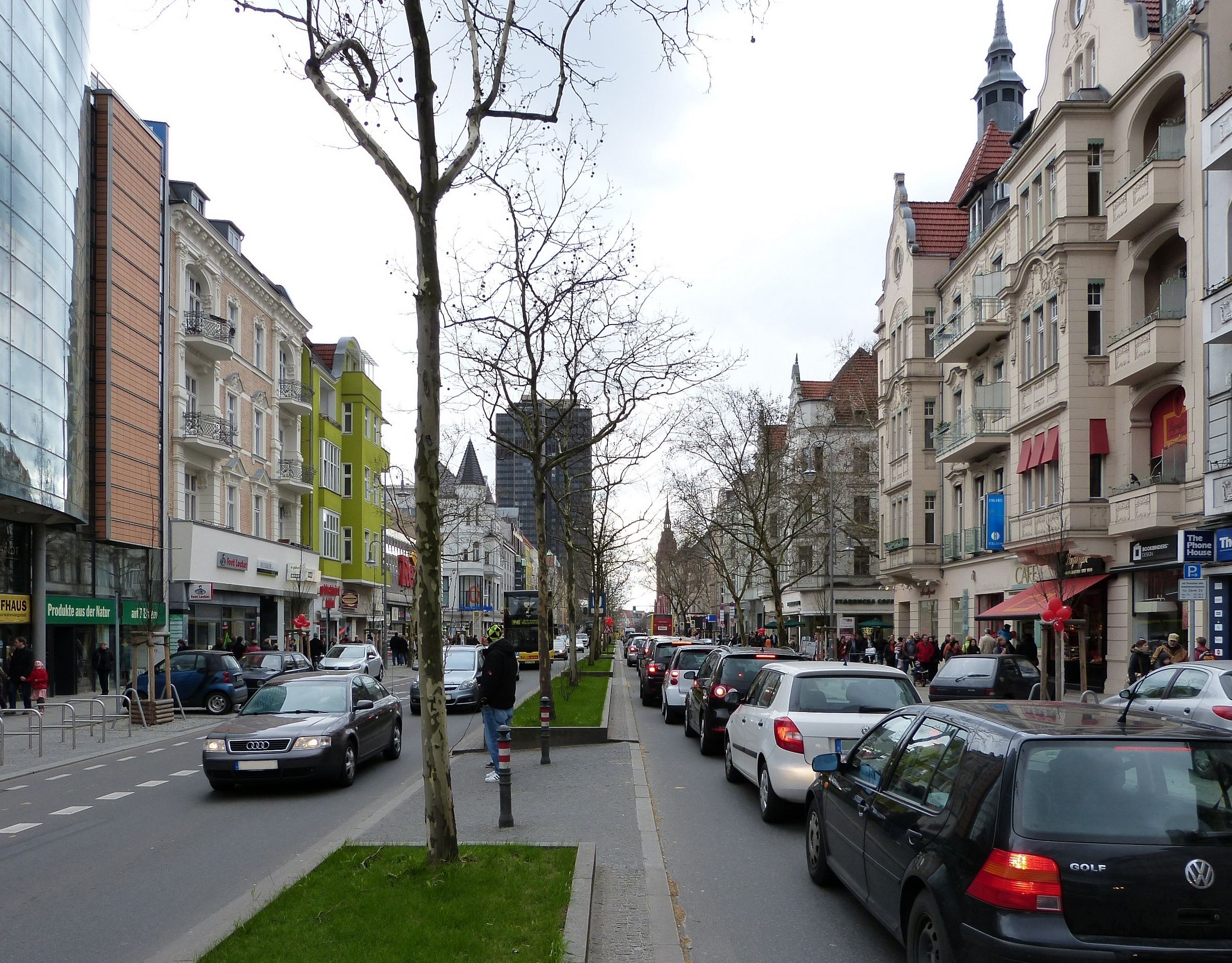
Blick nach Südwesten in die Schloßstraße. Im Hintergrund der Steglitzer Kreisel

Das zentrale Einkaufszentrum für den kaufkräftigen südwestlichen Berliner Bezirk Steglitz-Zehlendorf ist die Steglitzer Schloßstraße, die mit über 200.000 m² Verkaufsfläche den größten Einzelhandelsstandort Berlins darstellt. Neben den vier großen Einkaufszentren Forum Steglitz, Das Schloss, Schloss-Straßen-Center und Boulevard Berlin gibt es dort zahlreiche, zum Teil mehrgeschossige Ladengeschäfte. Dazu kommt in den Seitenstraßen eine breite Auswahl an gastronomischen Einrichtungen.

### Verkehr

#### Individualverkehr
Steglitz wird in Nord-Süd-Richtung von der Bundesautobahn 103 sowie der Bundesstraße 1 durchquert, die auf gemeinsamer Trasse verlaufen. Die A 103 endet im Süden von Steglitz. Im Nordwesten liegt die Anschlussstelle der ehemaligen Bundesautobahn 104, heute ein Ast der Stadtautobahn A 100.

#### Schienenverkehr
Auf Steglitzer Gebiet verlaufen drei Eisenbahnstrecken: Die 1838 eröffnete Berlin-Potsdamer Eisenbahn und die 1891 eröffnete Neue Wannseebahn teilen sich eine gemeinsame Trasse und führen unweit der alten Berlin-Potsdamer Chaussee am Ortsteilzentrum vorbei. Innerhalb des Ortsteils liegen der 1839 erstmals eröffnete Bahnhof Steglitz (seit 1992: Rathaus Steglitz) und der 1933 eröffnete Bahnhof Feuerbachstraße. Die 1841 eröffnete Anhalter Bahn und deren Vorortbahn führen durch die Ortslage Südende, an der sich der gleichnamige Bahnhof befindet. Eine vierte Strecke, die Dresdener Bahn, verläuft entlang der Bezirksgrenze zu Tempelhof-Schöneberg.

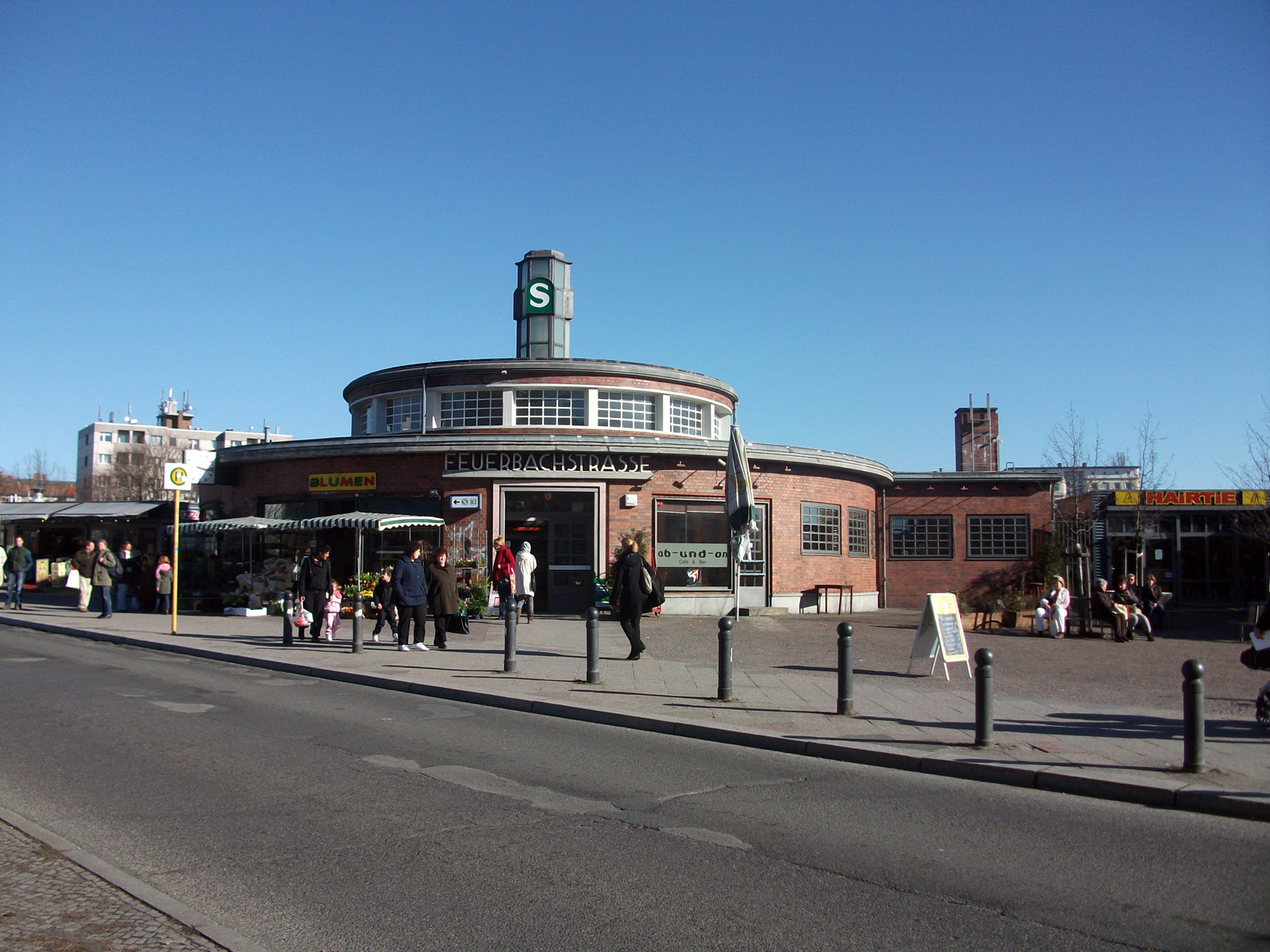
S-Bahnhof Feuerbachstraße, 2011

Die beiden Vorortstrecken wurden kurz nach Beginn des 20. Jahrhunderts elektrifiziert. Während der 1900 auf der Wannseebahn aufgenommene elektrische Betrieb nur vorübergehend war und 1902 wieder eingestellt wurde, hielt sich der elektrische Betrieb auf der Anhalter Bahn länger. 1903 aufgenommen, wurde er 1929 an das System der Berliner S-Bahn angepasst. Die Wannseebahn wurde dann 1933 zusammen mit der benachbarten Fernbahn ebenfalls dauerhaft nach diesem System elektrifiziert, die Dresdener Bahn folgte 1939.
Während die Berlin-Potsdamer Fernbahn nach dem Zweiten Weltkrieg unterbrochen wurde und somit keinen regelmäßigen Personenverkehr mehr aufweist, sind die anderen genannten Strecken noch in Betrieb. Auf der Wannseebahn fahren die Züge der Linie S1 der Berliner S-Bahn zwischen Wannsee und Oranienburg, auf der Anhalter Vorortbahn die Linien S25 und S26 zwischen Hennigsdorf bzw. Waidmannslust und Teltow. Die auf der Anhalter Fernbahn fahrenden Regionalzüge halten in Lichterfelde Ost.

#### Öffentlicher Personennahverkehr
Im Jahr 1888 ging die erste Straßenbahn-Strecke nach Steglitz in Betrieb. Die vom Berliner Dampfstraßenbahn-Konsortium erbaute Verbindung führte vom Bahnhof Zoo über Nollendorfplatz und Schöneberg zur Schloßstraße und hatte ihren Endpunkt am Schlosspark. Etwa ein Jahr darauf entstand unweit des Streckenendes ein Betriebshof für die Bahn, der 1913 durch einen Neubau in anderer Lage ersetzt wurde. 1898 ging die Gesellschaft in die Westliche Berliner Vorortbahn über, die die Strecke bis zum 18. Mai 1899 elektrifizierte.

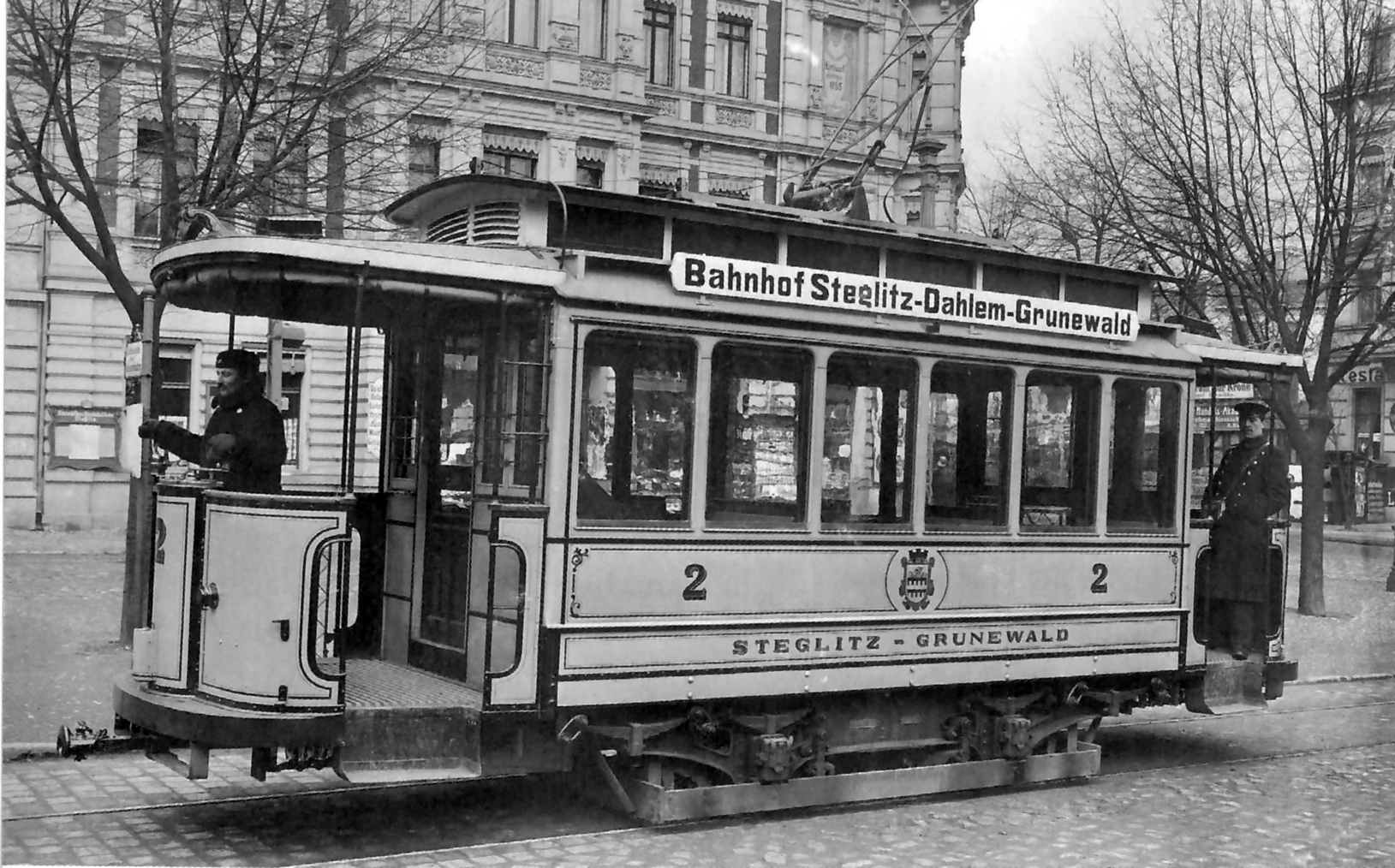
Straßenbahn der Gemeinde Steglitz, 1906

In den darauffolgenden Jahren wurde der Bereich zwischen Schlosspark und Bahnhof der Treffpunkt mehrerer Straßenbahnlinien unterschiedlicher Gesellschaften. Im März 1895 nahm die Elektrische Straßenbahn Groß-Lichterfelde – Lankwitz – Steglitz – Südende zwei meterspurige Strecken vom Bahnhof Steglitz zum Bahnhof Groß-Lichterfelde (heute: Lichterfelde Ost) sowie eine weitere Verbindung vom Bahnhof Steglitz zum Bahnhof Südende in Betrieb. Da die Gemeinde den Bau weiterer Strecken wünschte, die vor Ort tätigen Gesellschaften aber deren Rentabilität anzweifelten, begann diese 1905 mit dem Bau einer eigenen Straßenbahn vom Bahnhof zum Rand des Grunewaldes. 1906 übernahmen die Teltower Kreisbahnen die Betriebsführung auf der Lichterfelder Straßenbahn, 1909 die auf der Steglitzer Gemeindestraßenbahn. In den Jahren 1912–1914 folgten weitere Strecken auf dem Gebiet des heutigen Ortsteils, so die Verlängerung der Gemeindestraßenbahn in Richtung Teltowkanal, die Verlängerung der meterspurigen Strecke von Südende nach Mariendorf sowie die der Westlichen Berliner Vorortbahn entlang der Straße Unter den Eichen. Die Große Berliner Straßenbahn betrieb ab Mai 1914 eine weitere Strecke durch das Bismarckviertel.
Mit der Abgabe der Straßenbahn-Betriebsrechte an die Teltower Kreisbahnen wurde diesen das alleinige Recht erteilt, Straßenbahnen im Gemeindegebiet zu bauen und zu betreiben. Da Steglitz jedoch den Ausbau des Netzes wünschte, entschied sich die Gemeinde zur Anlage einer „Gleislosen Bahn“ – einem Oberleitungsbus. Das neue Verkehrsmittel ging am 20. April 1912 zwischen Bahnhof und dem Knausplatz im Norden in Betrieb, musste mit Ausbruch des Ersten Weltkriegs aber wieder eingestellt werden.
Zwischen 1919 und 1921 wurden sämtliche Straßenbahn-Betriebe unter dem Dach der Berliner Straßenbahn vereint. Die meterspurigen Strecken wurden teilweise auf Normalspur umgebaut und ansonsten bis 1930 stillgelegt.
Ab 1935 fuhren erneut O-Busse durch Steglitz. Die am 2. Mai 1935 umgestellte Linie A32 führte vom Breitenbachplatz über Bahnhof Steglitz zum Bahnhof Marienfelde. Am 23. April 1942 folgte die Linie A97 (ab 1951: A33) zwischen Bahnhof Steglitz und Bahnhof Mariendorf. Letztere nahm den gleichen Weg wie die 1930 eingestellte Straßenbahn-Strecke.

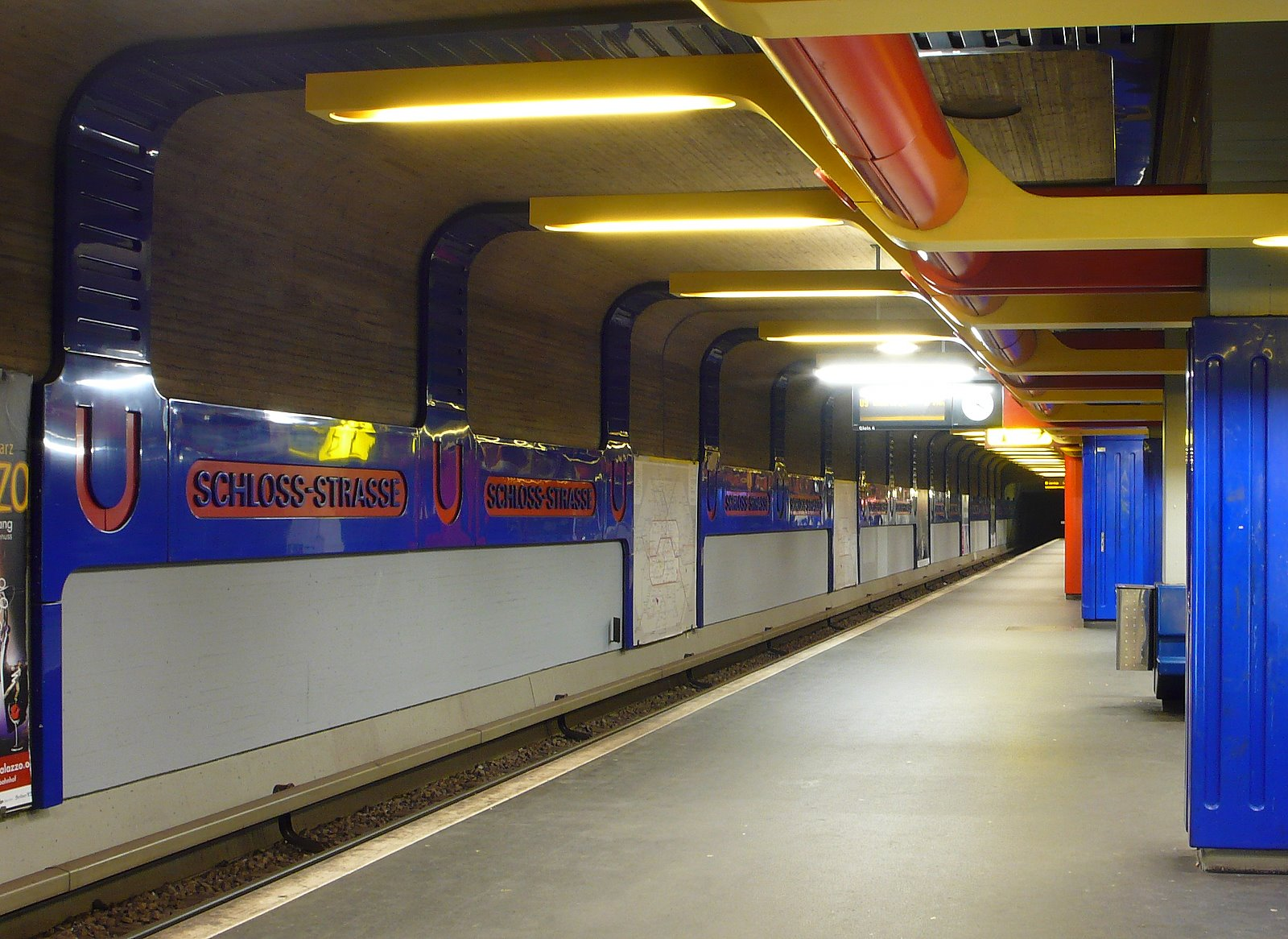
U-Bahnhof Schloßstraße, 2007

Nachdem 1953 die Einstellung des Straßenbahnbetriebs in West-Berlin beschlossen wurde, folgte zwischen 1959 und 1963 die Stilllegung der Straßenbahn im Ortsteil. Die beiden Obus-Linien wurden 1961 beziehungsweise 1965 auf Autobus umgestellt. Einhergehend mit der Umstellung auf Omnibus-Betrieb wurde mit dem Weiterbau der U-Bahn-Linie G (heute: U9) in Richtung Steglitz sowie dem Bau der Westtangente begonnen. 1971 erreichte die U-Bahn den Walther-Schreiber-Platz, 1974 dann das Ortszentrum am Rathaus. Der Weiterbau der Linie bis nach Lankwitz unterblieb, ebenso der Bau einer zweiten Linie im Zuge der Schloßstraße, die Linie F beziehungsweise U10.
Der Ortsteil wird heute somit neben der S-Bahn von der U-Bahn-Linie U9 sowie zahlreichen Omnibuslinien der BVG bedient. Als wichtigste Verbindungen sind hier die Metrobuslinien M48 (Zehlendorf, Busseallee – U Mohrenstraße), M82 (Marienfelde, Waldsassener Straße – S+U Rathaus Steglitz) und M85 (S Lichterfelde Süd – S+U Hauptbahnhof) zu nennen. Hinzu kommen die Expressbuslinie X83, die Tagesbuslinien M76, 170, 181, 186, 187, 188, 282, 283, 284, 285 und 380 sowie die Nachtbuslinien N81, N84 und N88.

#### Radverkehr
Die geplante Radschnellverbindung Teltowkanal-Route soll unter anderem durch Steglitz führen.

### Bildung

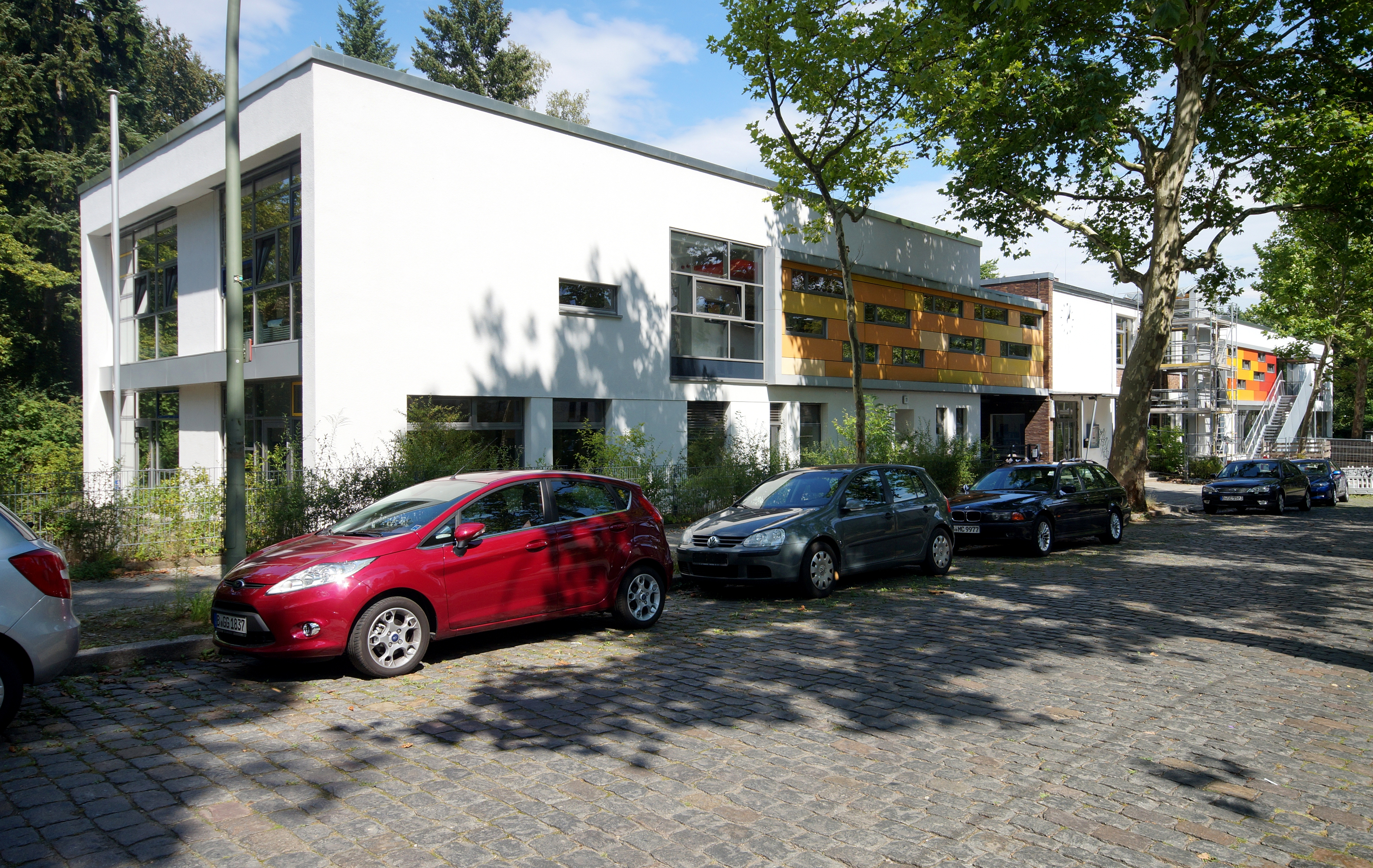
Grundschule am Insulaner

In Berlin-Steglitz gibt es vier Integrierte Sekundarschulen, vier schulpraktische Seminare, eine Sprachschule, sechs Grundschulen, drei Berufsfachschulen, zwei Fachoberschulen, zwei Fachschulen, vier Gymnasien, eine Förderschule, zwei Berufsschulen und eine Kunstschule.

## Persönlichkeiten

### Söhne und Töchter von Steglitz
- Karl Albert Bergmeier (1856–1897), Bildhauer
- Emma Döltz (1866–1950), Frauenrechtlerin
- Emil Bernhard Cohn (1881–1948), Rabbiner und Autor
- Gottfried Gelfort (1885–1956), Ruderer
- Hugo Fritz Berger (1887–1971), Verwaltungsjurist und Ministerialbeamter
- Ernst von Leyser (1889–1962), General der Infanterie
- Botho Elster (1894–1952), Generalmajor der Wehrmacht
- Walter Fritzsche (1895–1956), Fußballspieler
- Wolfgang Krause (1895–1970), Sprachwissenschaftler
- Rudolf Braschwitz (1900–1974), SS-Führer im Reichssicherheitshauptamt
- Henry Blanke (1901–1981), Filmproduzent
- Georg Karstädt (1903–1990), Musikwissenschaftler
- Wolfgang Schmidt-Hidding (1903–1967), Anglist
- Karl Ewald (1904–1969), Filmfotograf
- Gertrud Metzger (1908–1993), Politikerin (SPD)
- Berthold Häsler (1909–1982), klassischer Philologe
- Fritz Hoppe (1910–1999), Filmproduzent
- Jürgen Kroymann (1911–1980), klassischer Philologe
- Kurt Aland (1915–1994), evangelischer Theologe
- Waldemar Reichhard (1915–1988), Opernsänger
- Wolfgang Treue (1916–1989), Historiker
- Wolfgang Menger (1919–2006), Kinderarzt, Privatdozent
- Helga Cazas (1920–2008), französische Autorin deutsch-jüdischer Abstammung und NS-Opfer
- Günther Wever (1920–2004), Jagdflieger, Jurist und Manager, Direktor der Preussag AG
- Eva Leithäuser (1925–2018), Justizsenatorin in Hamburg
- Dieter Mehlhardt (1927–1988), Buchhändler, Regionalhistoriker, Redakteur, Autor, Verleger und Kommunalpolitiker
- Dieter Medicus (1929–2015), Rechtswissenschaftler
- Maria Sebaldt (1930–2023), Schauspielerin
- Wolfgang Helbich (1935–2021), Historiker
- Ernst-Jörg von Studnitz (* 1937), Diplomat
- Detlev Sternberg-Lieben (* 1950), Rechtswissenschaftler und Hochschullehrer
- Inka Löwendorf (* 1977), Schauspielerin
- David Bode (* 1991), Kinderdarsteller

### Mit Steglitz verbundene Persönlichkeiten
- Carl Friedrich von Beyme (1765–1838), preußischer Kabinettsrat, Besitzer des Gutes Steglitz
- Friedrich von Wrangel (1784–1877), preußischer Generalfeldmarschall, lebte im Gutshaus Steglitz
- Adolf Strodtmann (1829–1879), Schriftsteller, lebte in Steglitz
- Julius Moser (1832–1916), Bildhauer, lebte in Steglitz
- Max Jordan (1837–1906), Kunsthistoriker, lebte in Steglitz
- Friedrich Althoff (1839–1908), Kulturpolitiker, lebte in Steglitz
- Maximilian Gritzner (1843–1902), Heraldiker, lebte in Steglitz
- Friedrich Paulsen (1846–1908), Philosoph, lebte in Steglitz
- Paula Dehmel (1862–1918), Schriftstellerin, lebte in Steglitz
- Josef Deitmer (1865–1929), Pfarrer in Steglitz
- August Hinderer (1877–1945), Theologe, lebte in Steglitz
- Gustav Büchsenschütz (1902–1996), Dichter, lebte in Steglitz
- Hedwig Rohde (1908–1990), Schriftstellerin, lebte in Steglitz
- Rüdiger Trantow (1926–2019), Komponist, Direktor der Musikschule Berlin-Steglitz, wirkte auch für SFB und ZDF[40]
- Jan Josef Liefers (* 1964), Schauspieler, lebt in Steglitz
- Anna Loos (* 1970), Schauspielerin, lebt in Steglitz
- Oliver Korittke (* 1972), Schauspieler, in Steglitz aufgewachsen
- Frederick Lau (* 1989), Schauspieler, in Steglitz aufgewachsen
- Kasimir1441 (* 2001), Deutschrapper, in Steglitz aufgewachsen